# Conquesta de Navarra

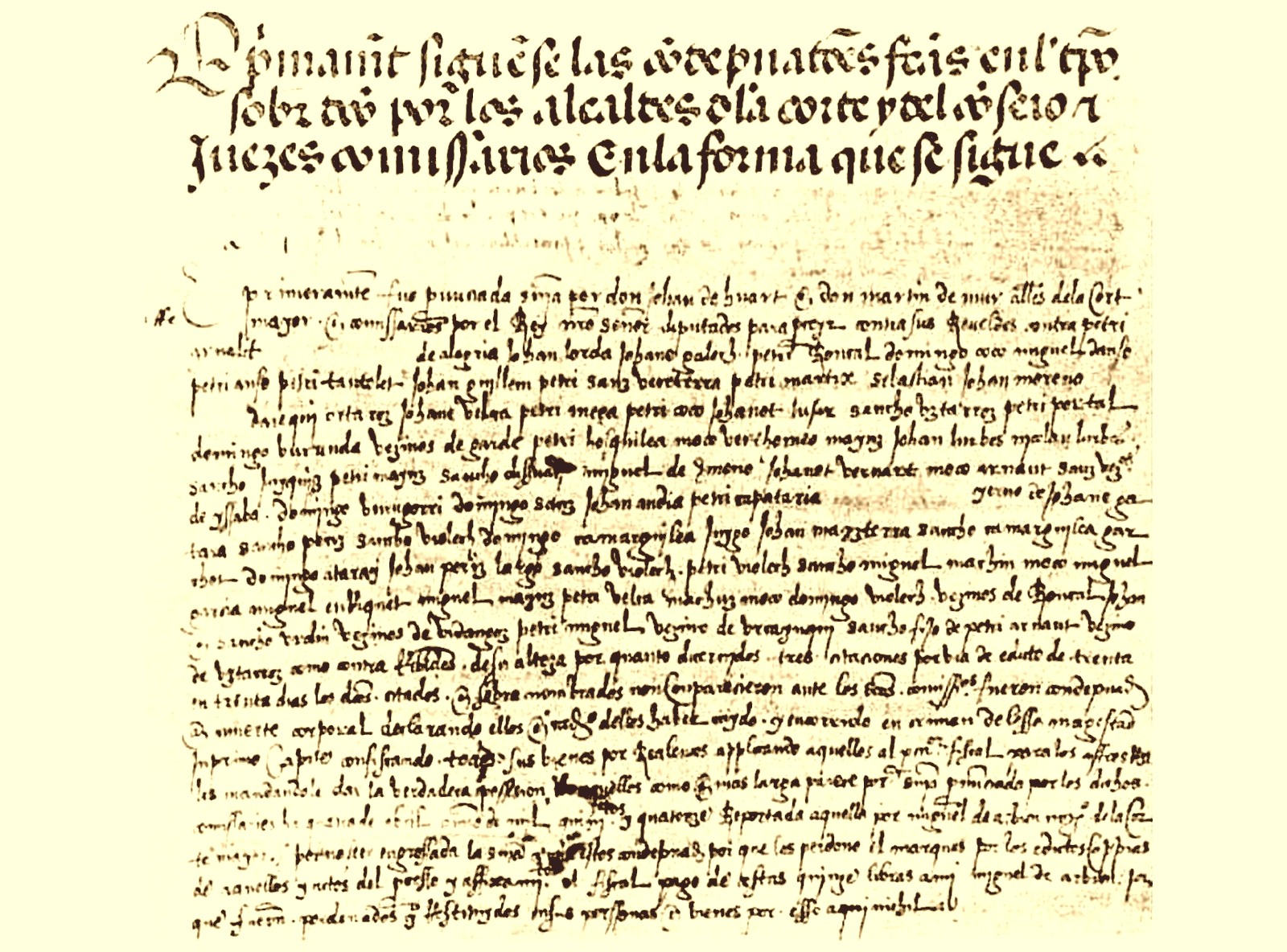
Document expedit el 1514, després de la conquesta de Navarra, amb una llista de persones del Roncal condemnades a mort per delicte de lesa majestat

La Incorporació de Navarra a la corona de Castella va ser un procés iniciat en el segle xii, un cop reinstaurat el regne per voluntat de la noblesa navarresa el 1134, amb els tractats entre el Regne de Castella i la Corona d'Aragó, en els quals es va acordar repartir-se el Regne de Navarra, amb una conquesta parcial el 1200, i que va culminar amb la incorporació completa en el segle XVI per formar més endavant la Corona d'Espanya. Posteriorment, la Baixa Navarra, que va aconseguir revertir-la, es va mantenir com a regne suposadament independent fins al segle xvii, en què el seu rei va obtenir la Corona Francesa i va imposar als seus habitants la incorporació, deixant de ser regne a la fi del segle xviii després de la Revolució francesa. Per la seva banda, l'Alta Navarra, integrada en la Corona d'Espanya, va deixar de ser regne molt més tard, al segle xix.
En morir sense descendència Alfons I el Bataller, rei de Pamplona i Aragó, el 1135, es va produir la restauració del regne de Pamplona per decisió dels seus nobles. Després d'aquesta restauració, les relacions dels tres regnes veïns van ser de constants incursions. En aquest segle xi el regne de Castella i el d'Aragó, de forma reiterada, van pactar repartir-se el regne de Pamplona; com a línia divisòria es marcava el riu Arga. En diverses ocasions aquests tractats es van signar després d'incursions pamploneses. Amb Sanç VI el Savi hi ha constància que es denominava ja de forma escrita com regne de Navarra, i llavors es van produir les pèrdues del senyoriu de Biscaia, la Bureba i la Rioja, en part degudes a la fidelitat canviant dels seus nobles i també per les incursions armades del castellà. En finalitzar el segle, amb Sanç VII el Fort va tenir lloc la pèrdua del Duranguesat, la resta d'Àlaba i Guipúscoa per invasió del seu territori, encara que en la historiografia hi ha discrepància del grau de resistència o col·laboració.

Escut de Navarra, el carboncle, que fou origen de l'actual.

A partir de llavors va haver-hi un període de consolidació territorial, amb nombroses tensions internes i, en concret, el sorgit amb els reis d'origen francès de les dinasties Xampanya i Capet que no es volien sotmetre als usos i costums del regne, amb greus enfrontaments amb els infançons navarresos que els hi obligaven. En aquests conflictes, els regnes confrontants van mantenir la seva intervenció política i militar, sovint amb aliances amb la noblesa navarresa. Els enfrontaments van culminar amb la guerra de la Navarreria en què aquesta -el nucli de Pamplona al voltant de la catedral, després del despoblament i abandó de la Pamplona romana, més extensa- va ser totalment destruïda.
En el segle XV es va donar la divisió en faccions en una guerra civil, novament amb la intromissió dels regnes veïns, i que van portar també a la pèrdua de la comarca de Laguardia i Los Arcos a mans dels castellans i alabesos. Al final d'aquest segle se situarien tropes castellanes en diferents punts, que controlaven en la pràctica el regne i que van ser expulsades al començament del segle xvi. L'any 1512 Ferran el Catòlic va pactar amb una majoria de la noblesa navarresa la incorporació definitiva del regne de Navarra, que va efectuar al llarg de l'estiu amb relativa celeritat donat el suport general encara que amb alguna resistència d'influència francesa. Posteriorment es van produir diversos intents de recuperar el regne pels reis de Navarra Joan III d'Albret i Caterina de Foix. La primera a la tardor d'aquest mateix any amb ajuda del regne de França. La segona en 1516, sense aquesta ajuda. I la tercera i amb èxit inicial, en 1521, aprofitant el desguarniment del regne per les tropes castellanes embardissades en la guerra de les Comunitats de Castella, en la qual es va produir un alçament generalitzat i la incursió de tropes franceses. La no consolidació de la posició, acudint a assetjar Logronyo i la ràpida restauració de l'exèrcit castellà amb fort suport guipuscoà, biscaí i alabès va portar al fracàs, sentenciat en la batalla de Noáin. Posteriorment es van produir unes resistències en alguns punts que van motivar a l'abandó per part dels guipuscoans de la Baixa Navarra, mentre es consolidava el domini en l'Alta Navarra. Efectivament, la no incorporació de la Baixa Navarra va ser un problema militar enfront de l'amenaça francesa.

## Antecedents: conflictes territorials alseglexi
El primer terç del segle xi va veure la crisi i desintegració del Califat de Còrdova, que va coincidir amb el regnat del rei Sanç Garcés III (1004-1035). El comtat de Castella va aprofitar per augmentar el seu territori, mentre que Sanç va assegurar les posicions en al frontera de la taifa de Saragossa, a les comarques de Loarre, Funes, Sos, Uncastillo, Arlas, Caparroso i Boltaña. Enfortí les seves relacions amb Castella i abans de 1011 es casà amb Múnia, filla del comte de Castella Sanç Garcia. En 1016 va acordar amb el seu oncle i sogre Sanç I Garcia de Castella els límits entre el Comtat de Castella i el Regne de Pamplona i els àmbits d'expansió, quedant per a Pamplona l'expansió cap al sud i l'est, la zona oriental de Sòria i la vall de l'Ebre, incloses les comarques saragossanes. No hi ha documentació directa dels límits exactes. El territori heretat del regne de Pamplona (regnum Pampilonense) era format per 15.000 km² de Pamplona, Nájera i Aragó, fins al Comtat de Sobrarb. amb dos cercles de vassalls reials els senyors pamplonencs i els aragonesos tradicionalment diferenciats.
Els anys següents van veure l'expansió del regne de Pamplona. Entre 1017 i 1025 es va apoderar del Comtat de Ribagorça aprofitant un litigi successori. En 1029 va ser assassinat el comte Garcia II de Castella, la seva tia Múnia va passar a ser comtessa de Castella i el seu marit el rei Sanç el veritable governant del territori, designant al seu fill Ferran com a comte.
Aquest rei, des de la desaparició dels monarques visigots, fou el primer a autoproclamar-se rei d'Iberia, o Espanya.
A la seva mort en 1035 el regne de Pamplona havia aconseguit la seva màxima extensió. En el seu testament, va reservar al primogènit Garcia el regne de Pamplona, amb el títol real amb tot el seu patrimoni annex fins llavors, Pamplona, Aragó i terres de Nájera. La resta del patrimoni, herència de la seva esposa Major o dret de conquesta, era de més lliure disposició: el llegat de la seva esposa Múnia es va repartir entre els fills legítims, així Garcia va rebre el territori nord-est del Comtat de Castella (Castella Vetula, la Bureba, Oca…) i el comtat d'Àlaba (les terres biscaïnes, Duranguesat i alabeses), i a Ferran comte de Castella, la resta del territori; com petits regnes supeditats a Garcia estaven Ramir al comtat d'Aragó i certes poblacions disperses per la geografia pamplonesa, i Gonçal als territoris de Sobrarb i Ribagorça que la seva mort passarien a Ramir.

La península Ibèrica en 1037. Amb l'aparició dels regnes de Castella i Aragó que aniran trencant la vinculació amb el de Pamplona.

El rei Garcia Sanxes III de Pamplona (1035-1054) va sotmetre al seu germà Ramir en la batalla Tafalla en 1043, i va aconseguir prendre Calahorra en 1044. Va fer costat al seu germà Fernando contra el rei Beremund III de Lleó, obtenint el territori que anava des de Santander a les muntanyes d'Oca, incloent Àlaba, Biscaia, Durango i Guipúscoa, però en aconseguir Ferran I el regne de Lleó, aquesta situació va convertir teòricament a Garcia Sanxes III vassall del seu germà quant als territoris del comtat de Castella que havien estat repartits per part de l'herència materna. No obstant això, el pamplonenc probablement va interpretar que aquests territoris havien passat a ser una extensió del seu regne, i les relacions es van deteriorar fins al punt d'enfrontar-se els dos germans en la batalla d'Atapuerca al setembre de 1054, on va morir el rei de Pamplona. La derrota en aquesta batalla va fer que Pamplona perdés les terres de Castella Vetula, la Bureba i la conca alta del riu Tirón. tot i que el regne de Pamplona seguia conservant Álava, Vizcaya y el Bajo Tirón.
El seu fill Sanç Garcés IV (1054-1076) va haver d'afrontar la disposició de Sanç Ramires d'Aragó de lliurar-se de la dependència de Pamplona, fent-se vassall del papa en 1068; i sobretot, la pressió de Castella, en la guerra dels Tres Sançs, Castella va recuperar les Muntanyes d'Oca, Pancorbo i la Bureba. El 4 de juny de 1076, es va dur a terme un complot que va portar a l'assassinat del rei Sanç Garcés IV de Pamplona, en ser llençat per un penya-segat a Peñalén, al costat de Funes, per part del seu germà Ramon i la seva germana Ermessenda. També hi deurien participar els dos regnes veïns. Fins al moment de la seva mort el regne de Pamplona comptava amb els territoris de Biscaia, Àlaba i Nájera.

Repartiment del Regne de Pamplona a la mort de Sanç IV el de Peñalén. en 1076
Zona ocupada per Alfons VI de Castella
Zona ocupada per Sanç Ramires d'Aragó
Comtat de Navarra, en mans del rei aragonès en homenatge al castellà

Immediatament després el regne se'l repartiren els seus dos veïns. El rei de Lleó i Castella Alfons VI, cosí de tots ells, passà a controlar La Rioja fins a Nájera i Calahorra; i recuperà per a Castella el Senyoriu de Biscaia, Àlaba; el Duranguesat; una gran part de Guipúscoa i el marge dret del baix Ega, potser amb el suport dels llinatges de la zona. Per la seva banda el rei aragonès, Sanç Ramires, primer també per línia bastarda, va fer el mateix amb la resta del territori pamplonenc, amb el suport de la noblesa nuclear pamplonesa que el va acceptar com a rei. D'aquesta forma, el riu Ega va ser la frontera en la qual va quedar dividit el regne. Les pretensions expansionistes d'Alfonso VI van ser frenades per la derrota a la batalla de Zalaca (1085) contra els almoràvits, la qual cosa li va portar a reconèixer al seu primer Sanç Ramires el nucli territorial del regne de Pamplona: les terres de Muntanya, les situades a l'est del riu Aragó, amb Sangüesa, els situats al nord del riu Irati, la conca de Pamplona i les conquestes a la Ribera Navarresa(Ribera del Alto Ebro i Ribera Arga-Aragón), i es creava el "comtat de Navarra" perquè el rei de Pamplona prestaria homenatge al rei de Castella. Sanç Ramires i el seu successor Pere I (1094-1104) es van centrar llavors a expandir-se al territori musulmà a la vall de l'Ebre i la vall del Cinca, apuntalant posicions cap a Tudela i Saragossa.
El següent rei, Alfons I el Bataller (1104-1134), es casà el 1109 amb la reina Urraca de Lleó, però la incompatibilitat de caràcters dels cònjuges va conduir a una guerra civil a Castella, en la qual Alfons el Bataller va conservar els territoris que li donaren suport, com van ser Biscaia, Àlaba (reunits a la junta d'Argote), la Rioja i altres de Burgos. El matrimoni va ser anul·lat el 1112, i el rei d'Aragó i Pamplona ràpidament va portar la frontera amb l'Islam al riu Ebre: entre 1118 i 1120 va conquerir Saragossa, Tudela, Tarassona, Calataiud i Daroca. Després de la mort d'Urraca el 1126, el seu fill Alfons VII va concentrar les seves pretensions al territori d'Alfons el Bataller. El 1127 es va acordar el Pacte de Támara, amb la finalitat d'evitar l'enfrontament de les tropes de Pamplona i Aragó amb les castellanolleoneses. En aquest pacte Alfons el Bataller renunciava al títol d'emperador i es van delimitar les fronteres entre els regnes de Castella, Pamplona i Aragó amb devolució d'algun dels territoris a Castella, retirada que Alfons I efectuà amb lentitud. En aquest pacte quedava en territori pamplonès els de Biscaia, Àlaba, Guipúscoa, Belorado, Sòria i San Esteban de Gormaz.
Alfons I el Bataller va morir el 7 de setembre de 1134. El territori que controlava havia passat de 24.000 km² a uns 52.000 km², dels quals 8.000 els guanyà davant Castella per a la monarquia pamplonesa i més de 20.000 km² als almoràvits. La mort sense fills legítims marcaria la separació de nou entre el regne de Pamplona i Aragó.

## Restauració del Regne i pèrdues de territori
La mort d'Alfons el Bataller en 1134 sense hereu directe i amb un testament que deixava als ordes militars els dos regnes, era alguna cosa impossible de complir tant per la noblesa aragonesa com per la pamplonesa. A Aragó fou coronat Ramir II, un germà d'Alfons el Bataller, mentre que al territori pamplonenc la noblesa va optar per Garcia IV Ramires (1134-1150), plançó de la dinastia Ximena. Entre els nobles que li donaven suport hi havia Ladrón Íñiguez que controlava els estratègics territoris d'Àlaba i Haro. La lleialtat de la noblesa era imprescindible, ja que procedia d'un net per línia bastarda de l'últim rei pamplonenc Sancho Garcés IV, i d'altra banda, Alfons VII de Castella, per ser net d'Alfons VI, cosí carnal legítim de l'últim rei de Pamplona, també podia reclamar l'herència. Per això Garcia Ramires i Ramir II d'Aragó van signar el pacte de Vadoluengo en què tots dos monarques es donaven una relació patern-filial, que va ser invalidat al cap de poc, en casar-se el rei Ramir amb Agnès de Peitieu i garantir-se la successió en el regne aragonès.
El rei castellà va realitzar una ofensiva que va ocupar Nájera i gran part del territori de la Rioja, i Saragossa en el regne d'Aragó, col·locant a Nájera Lope Díaz I d'Haro (que es mantindria almenys fins a 1167). Malgrat l'èxit no va continuar l'ofensiva militar i la seva estratègia es va dirigir a dividir els regnes de Pamplona i Aragó. D'aquesta forma va aconseguir que en 1135 Garcia Ramires li prestés vassallatge i es deixava l'Ebre com a frontera, amb l'excepció del districte de Tudela i Logronyo. Com a vassall García Ramírez va acudir a la coronació d'Alfons VI el 2 de juny de 1135 i també en nom del castellà va estar al capdavant de l'ocupació de la taifa de Saragossa. Un any després, en 1136, quan Alfons VII es va aliar amb l'aragonès i li va retornar Saragossa, el rei de Pamplona es va rebel·lar i es va enfrontar al castellà. Alfons VII va capturar Ladrón Íñiguez, passant-se aquest aleshores al bàndol castellà, no obstant això el territori de Biscaia estava amb el seu fill Vela Ladrón que es mantenia amb la sobirania pamplonesa. Es va signar un acord de pau en 1137 que es va infringir, i tres anys després se'n va acordar un altre, segellat amb el compromís de noces de l'hereu castellà Sanç i Blanca filla del pamplonenc. En 1143 el comte Ladrón tornaria amb Sanç Ramires.
Les canviants relacions entre Alfons VI i Ramir II van fer que Garcia Ramires el 1137 aprofités la conjuntura i va traspassar amb les seves hosts les fronteres d'Aragó saquejant Jaca, ocupant Malón i Barillas i en 1138 també Pedrola, Sos, Petilla i Gallipienzo. Això va portar al fet que en 1140 Ramon Berenguer IV es reunís amb Alfons VI a Carrión de los Condes i signessin el tractat de Carrión en el qual es realitza un repartiment equitatiu del regne de Pamplona entre aragonesos i castellans. Iniciat l'avanç aragonès, Garcia Ramires negocià les noces de la seva filla Blanca amb Sanç fill hereu d'Alfons VII i posteriorment, en 1144, la del mateix Garcia Ramires, ja vidu, amb Urraca, una filla extramatrimonial d'Alfons VII i amb elles es renova el vassallatge al castellà i es lliurava Logronyo. S'establia com a frontera la demarcació dels rius Baias i Nerbion i el riu Ebre pel sud. Aquesta pau entre els regnes cristians va ser propícia per organitzar una expedició conjunta a l'Àndalus a l'estiu de 1147.

### Senyoriu de Biscaia, La Bureba i Rioja
En aquest període ja es feia servir la denominació de Regne de Navarra, però fou el seu successor Sanç VI (1150-1194) qui el va utilitzar de forma escrita. Sanç VI el Savi tenia 17 anys quan va assumir les regnes del govern i ja en el primer any es va entrevistar amb Ramon Berenguer IV a Filera, proper a Sos, per perllongar la treva amb Aragó. No obstant això el comte de Barcelona a l'any següent, el 27 de gener de 1151 es va reunir amb Alfons VII en Tudilén i van tornar a planejar el repartiment de Navarra amb el Tractat de Tudilén. Intentant frenar això, Sanç VI va renovar el vassallatge a Alfons VII, va mantenir les noces de la seva germana Blanca amb Sanç, que ja estava promesa des de 1140, i en 1153 va estrènyer més les corones amb les seves pròpies noces amb Sança, filla d'Alfons VII.
En 1153 el comte Ladrón i el seu fill Vela Ladrón donaren suport al rei castellà en contra del pamplonenc, però en 1160, mort el pare, Vela Ladrón va tornar amb el rei pamplonenc. Quan Sanç III de Castella va accedir al tron en 1157 es va instal·lar en Nájera amb la intenció d'assetjar al regne pamplonés. No obstant això aquest va morir a l'any següent, desestabilitzant el regne de Castella, ja que l'hereu de Castella Alfons VIII tan sols comptava amb tres anys, la qual cosa va ser aprofitat per Sanç VI i Ramon Berenguer IV per tenir acords i en 1159 Sanç VI es va deslligar del vassallatge castellà passant a ser "Rex Navarre" (1162) amb sobirania plena i negant possibles vassallatges.
Les tensions amb Aragó van portar a una nova incursió navarresa que va penetrar fins al riu Gállego, la qual cosa va provocar un nou tractat castellà-aragonès, el de Lleida en 1157. Cinc anys després, a l'agost de 1162, va morir Ramon Berenguer IV, la qual cosa va portar a la pujada al tron del nen Alfons II d'Aragó, i en aquest moment els seus tutors van optar per signar una treva de tretze anys amb Navarra.
Reafirmat com a "Rex Navarre", va realitzar l'hivern de 1162-63 una gran ofensiva amb la presa de Logronyo, Navarrete, Entrena, Autol, Quel, Ausejo, Resa, Ocón, Briviesca, Miranda de Ebro i Gesaltza Añana, mentre que Nájera, Haro i Calahorra van resistir. Les hostilitats es van mantenir fins que en 1167 es va signar una treva per deu anys. Els Vela en aquest cas van ser fidels al rei navarrès i els Haro als castellans revaloritzant la seva posició. Al seu torn va fer tractes amb Ibn Mardanish qui li va cedir al regne de Navarra Albarrasí.
Refeta l'aliança entre Castella i Aragó, reforçada amb les noces d'Alfons VIII de Castella amb Elionor d'Anglaterra filla del rei Enric II d'Anglaterra i Elionor d'Aquitània, que tenia els territoris gascons fronterers amb el nord de Navarra. Amb això Castella va llançar una ofensiva militar en 1173 amb una guerra generalitzada en tota la frontera navarrès-castellana, en la qual no només van recuperar els territoris ocupats deu anys abans sinó que van arribar fins a Artajona a l'interior del Regne. Castella estava promovent la volta dels López d'Haro, amb Diego López II al senyoriu de Biscaia en substitució de Vela Ladrón, i això ho va aconseguir el juliol de 1175 quan les tropes d'Alfons VIII van entrar a les Encartaciones (*incarnationes) van avançar per la conca del riu Nerbion i la part baixa de Ibaizabal així com les zones costaneres fins al castell de Malvecín, no aconseguint el Duranguesat (conca alta del riu Ibaizabal). També es va prendre el castell de Godín (possiblement l'actual Lapuebla de Labarca), i en terres alabeses van prendre Salinas de Añana i Portilla.
Sanç VI després de frenar els atacs armats, va aconseguir una treva amb el rei castellà, i tots dos van acceptar la mediació del rei Enric II d'Anglaterra per decidir la qüestió de les fronteres entre Castella i Navarra, dictant-se un laude arbitral el 16 de març de 1177. Encara que és ambigu s'hi consideraven com a fronteres les que hi havia en 1158, quan va començar el regnat d'Alfons VIII, el que per a Navarra suposava la pèrdua de l'actual territori de La Rioja i La Bureba. Això no va satisfer a cap dels dos reis, i el castellà al juliol de 1077 estava de nou conspirant amb l'aragonès a Conca. De nou ho faria al tractat de Cazola el març de 1179. Això va portar al fet que Sanç VI es reunís amb Alfons VIII el 15 d'abril d'aquest any a Nájera, en la qual es va aconseguir la pau amb l'aplicació del Laudo, especificant els límits amb més claredat, en el qual donava per a Castella el senyoriu de Biscaia, juntament amb certs territoris de l'oest d'Àlaba (aproximadament les quadrilles de Aiara i Añana), La Bureba i La Rioja. Mentre concedia a Navarra el Duranguesat, Guipúscoa i la resta d'Àlaba. Quedava com a línia divisòria la marcada pels rius Nerbion i Baias precisant-se que Iciar i Durango quedaven a la zona navarresa i Malvecín a la castellana.
El tractat reconeixia a Sanç VI el Savi com a rei sense vassallatges i es retornava el comtat de Navarra. Per a Juan Vela el rei castellà aconsegueix que pugui canviar de regne i fer-se vassall de Castella, després de respondre en judici de les reclamacions que pogués fer-li el navarrès. Ho va fer el mateix 1179, per la qual cosa Sanç el Savi va dividir el territori de la família Ladrón d'Àlaba en diversos districtes més petits per mantenir el seu control. Inicialment amb nobles alabesos però que s'aniran substituint per uns altres del nucli del regne, amb excepció de les tinences de Vitòria i de Záitegui, aquesta última lligada a la Família de Mendoza. Sembla que la substitució de tinents va poder crear tensions amb els milites alabesos, encara que no hi ha constància fefaent, i que coincidirien amb un nou pacte entre Castella i Aragó contra Navarra, el tractat de Berdejo.
D'aquesta forma Sanç VI va consolidar l'autoritat als territoris bascos occidentals, a més de la implantació a Ultrapuertos, consolidada amb les noces de Ricard Cor de Lleó i Berenguera de Navarra, filla de Sanç VI i germana del futur Sanç VII.
Quan en 1191 es van enfrontar castellans i aragonesos, el rei navarrès es va mantenir al marge. El papa Celestí III va intervenir per a pacificar aquest enfrontament i també l'existent entre Castella i Lleó, amb la finalitat d'unir als regnes cristians contra els almohades.

### Duranguesat, Àlaba i Guipúscoa
El seu successor Sanç VII (1194-1234) poc després de pujar al tron es va casar amb Constança, filla de Ramon VI de Tolosa, rival de Ricard Cor de Lleó a Aquitània. Aquesta seria anys després repudiada per Sanç, i no hi ha certesa provada que hi hagués una segona esposa anomenada Clemència. Va seguir la consolidació de la seva influència en terra d'Ultrapuertos, primer en 1196 quan el Vescomte de Tartás es va fer vassall, i posteriorment van ser els Agramont i els Luxa.

El Regne de Navarra Sanç el Fort (1194-1234)
Regne de Navarra
Territori perdut davant Castella (1198-1200)
Territoris en vassallatge (1196-1203)
Regne de Castella
Regne d'Aragó

En l'hivern de 1195 es van produir tensions a la frontera castellà-navarresa que els castellans van denunciar atacs injustificats i fins i tot una penetració més profunda a l'interior de Castella, encara que sense arribar a conèixer-se el seu abast. En la segona meitat de 1195, els regnes de Lleó i Navarra van contreure amb els musulmans una aliança per resistir les amenaces dels seus veïns. En ella Sanç VII es mantindria neutral davant un atac dels almohades, segons va expressar el papa Celestí III qui ho va considerar una ofensa a Déu. Després d'això, Alfons IX de Lleó va ser excomunicat quan Castella i Lleó van arribar a enfrontar-se en una guerra oberta (1196-1197).
La Santa Seu, amb la mediació d'Alfons II d'Aragó, va realitzar un esforç per conjuminar als regnes cristians de la península Ibèrica, Castella, Navarra i Aragó, per la qual cosa al febrer o principis de març de 1196, els tres reis, Alfons VIII, Sanç VII i Alfons II van menjar i van conversar en una taula situada en un punt on cadascun estava assegut en el seu regne. Va ser l'anomenada tradicionalment “Taula dels tres reis”, en un punt entre Ágreda i Tarassona.
Poc després, el 29 de febrer de 1196, la Santa Seu va emetre una butlla dirigida a Sanç VII en què li mana que abandoni l'aliança amb els musulmans i que s'uneixi amb els reis cristians en una aliança dels "reis de les Espanyes" (regibus Ispaniarum) en el qual se li garantia la inviolabilitat del territori i el tenir accés a territori dels infidels. Una altra butlla papal al legat cardenal Gregorio de Santángelo reconeixia com rex Navarre a Sanç VII, reconeixement pendent des de 1134, ja que la Santa Seu havia qualificat als reis de Navarra fins llavors com a simples duces o cabdills militars.
En una altra butlla, el 20 de febrer de 1197, es va tornar a remarcar aquest reconeixement, amb una aparent normalització de les relacions. No obstant això, després de la mort d'Alfons II, Aragó va passar a ser dirigida per la reina Sança, d'origen castellà, que va promoure l'aliança amb Castella. En aquestes circumstàncies Alfons VIII va acusar Sanç VII de trencar la treva, sense que existeixi constància d'això, i de la seva aliança amb els sarraïns, aconseguint el seu excomunió pel cardenal Gregorio, en aquest mateix any. No consta que aquesta sentència es fes pública a la diòcesi de Pamplona pel bisbe.
La mort del Papa Celestí III en 1198, va fer que el nou, Innocenci III, enviés al seu legat Rainier a confirmar la veracitat de les acusacions i, en cas que així fora, publiqués la sentència. No obstant això, ja llavors Castella i Aragó havien decidit actuar contra Navarra al marge de qualsevol justificació canònica. D'aquesta forma Alfons VIII va signar amb Pere II d'Aragó el tractat de Calataiud el 20 de maig de 1198 contra Navarra, el comte d'Urgell i els sarraïns. Quant al territori navarrès era similar als anteriors, només que el territori que es quedaria Castella seria més gran que el d'abans. El noble d'origen alabès Pedro Ladrón, que ocupava la prefectura de l'exèrcit aragonès, va passar llavors a ser vassall del rei castellà. Ràpidament es va posar en pràctica el tractat i els exèrcits van atacar per tots dos fronts. Pere II va ocupar Burgi, seu de la tinença de la vall de Roncal, i Aibar sense arribar a atacar Sangüesa. En l'atac va estar Pedro Ladrón que va ser recompensat amb la tinença de Burgi i és possible que també amb el castell de Javier i el seu vila. Per la seva banda Alfons VIII va penetrar de forma profunda prenent Miranda de Arga i Inzura. El navarrès es va plegar a negociar, primer amb l'aragonès que li va demanar la mà d'una germana per controlar la seva successió, decisió secundada pel castellà, cessant els atacs però mantenint les conquestes realitzades. L'11 de febrer de 1199, Innocenci III va invalidar el jurament de Sancho per ser aquesta forçada i il·lícita per consanguinitat, fet que havia estat advertit pel mateix monarca navarrès. Després d'això, la seva germana Blanca es va casar amb el comte Teobald III de Xampanya, emparentant amb les cases de França i Aquitània, el juliol de 1199.
Comprovada la debilitat navarresa i considerat trencat el tractat de pau de 1179, Alfons VIII va reiniciar la seva ofensiva al maig de 1199. Des de Pancorbo el 6 de maig va avançar cap a Miranda dirigint-se a Àlaba, Duranguesat i Guipúscoa. De forma immediata va arribar a la planura alabesa amb resistències de les fortaleses de les tinences de Treviño, Portilla, Toloño, Laguardia, Assa i coves d'Arana. Les tropes van prosseguir i van posar setge a Vitòria que es va iniciar abans del 5 de juny de 1199. En la seva defensa estava el veterà tinent Martín Chipía, aconseguint resistir la ciutat durant vuit mesos. Sanç VII va acudir a terres musulmanes per aconseguir un atac a Castella que obligués al seu exèrcit a aixecar el setge de Vitòria. Donats els problemes interns del territori almohade les gestions es van dilatar i finalment no va aconseguir que es produís. Mentrestant el bisbe de Pamplona García Fernández va aconseguir una treva castellana i, al costat d'un cavaller de la guarnició assetjada, es van dirigir a terres almohades a exposar al rei navarrès la insostenible situació de la ciutat per aconseguir el seu lliurament. La ciutat es va rendir abans del 25 de gener de 1200.
Al mateix temps els castellans havien anat conquistant Àlaba (exceptuant Laguardia, Labraza i Bernedo) i Guipúscoa, aquesta última mitjançant negociació, però una vegada que l'exèrcit castellà havia entrat al seu territori. Segons Pablo Gorosábel (polític-historiador 1803-1868), el rei de Castella va entrar a Guipúscoa amb sol 20 homes de cavall. Portilla i Treviño es van lliurar mitjançant negociació a canvi de Miranda i Inzura.
En la historiografia hi ha discrepància sobre el grau de resistència en la incorporació a Castella d'aquests territoris bascos. Alguns autors consideren que, donada la concentració de forces en el setge de Vitòria i la falta de dades d'altres resistències significatives a part de les relatades, la presa de la resta del territori va haver de consistir en negociacions amb la noblesa local i fins i tot s'indica el possible suport de la població de la zona. No obstant això no hi ha constància escrita d'això. Els tinents, per la seva banda no van ser castigats i van seguir tenint les prerrogatives del monarca navarrès, per la qual cosa no es considera que traïssin al monarca navarrès, considerant que va ser la falta de suport de la població la que va portar a no mantenir les posicions. No obstant això que no es considerés que traïssin, per a altres autors, seria un indicador que no es va produir un lliurament sense resistència. D'altra banda, les excavacions efectuades als castells de l'interior en la penya Aitz Txiki al Duranguesat, a Aizorroz i a Arzorozia hi ha signes d'enfrontaments armats de l'època amb restes d'armes, com a puntes de dards de ballesta, llances, fragments de ganivets barrejats amb monedes castellanes de l'època d'Alfons VIII.
En les dades relatades cal tenir en compte que les cròniques navarreses no van existir o es van perdre i tota la documentació procedeix de documentalistes castellans.
La major part de les fortaleses d'aquests territoris es troben en ruïnes i en la majoria no s'hi han realitzat estudis arqueològics. En el segle xix, Pablo Gorosábel (polític-historiador, 1803-1868) va donar una relació dels castells i places fortes de Guipúscoa, explicant si escau les raons del seu abandó o destrucció, donant dates des del regnat d'Enric IV de Castella fins al de Carles I d'Espanya, i citant fins i tot algun possiblement ordenat construir pels reis de Castella per contenir als navarresos en les pretensions que van conservar a la possessió d'aquesta província després de submissió.
El resultat després d'aquesta campanya militar va ser que la sobirania de Castella es va implantar en Àlaba, Guipúscoa i Biscaia i la tinença de la qual va ser encomanada al senyor de Biscaia Diego López II d'Haro. En tot cas els tres territoris van tenir un estatut senyorial diferenciat.
Abans de març de 1201 es van signar les paus i es van realitzar l'intercanvi de places de Treviño i Portilla per Miranda i Inzura. No obstant això, Diego López II d'Haro va desnaturalitzar del castellà i va tornar amb el rei navarrès que ho va instal·lar en la tinença d'Estella. L'abril del 1202 es va produir un incendi a Vitòria del que es desconeixen les seves causes, i al setembre del mateix any Estella va ser voltada pels reis de Castella i Lleó sense aconseguir els seus objectius. A la fi de setembre o principis d'octubre es va produir en Alfaro una entrevista entre els reis de Castella, Lleó, Aragó i Navarra renovant-se la treva, encara que no hi ha escrit del mateix que descrigui els seus termes. Una altra treva es va signar per a cinc anys el 29 d'octubre de 1207 en el Tractat de Guadalajara. Navarra no reconeixia la pèrdua dels territoris bascos, però el temps anava consolidant les posicions castellanes.
Al desembre de 1204, quan Alfons VIII va tenir una greu malaltia va redactar un testament en el qual, entre altres culpes, posa com la primera l'efectuada al rei de Navarra en la qual considera que es va extralimitar en relació amb alguns dels territoris en les proximitats del regne, tant al nord-est de Guipúscoa i com d'algun territori d'Àlaba, encara que sense qüestionar el seu dret sobre la resta d'Àlaba, Guipúscoa i el Duranguesat. En tot cas, el monarca navarrès mai va intentar negociar aquestes places referides pel monarca castellà, ja que hi hagués implicat el reconeixement per part de Castella de la resta del territori conquistat.

## Estabilitat territorial del Regne de Navarra

### Sanç VII el Fort
Aquestes pèrdues territorials van suposar la reducció del territori navarrès en un 30% i la privació de la sortida al mar. Van condicionar les relacions entre Sanç VII i Alfons VIII, en les quals el navarrès no va buscar col·laborar amb Castella, ni tampoc atacar-la. Sanç VII el Fort va orientar els seus esforços cap a la reorganització interna del regne. Per a això va aixecar castells i va concentrar la població a la frontera occidental, concedint furs als seus repobladors, com a Laguardia en 1201 i 1208 i a Viana en 1219 i fortaleses en les Bardenas per protegir els accessos des d'Aragó. Va mantenir una actitud de diàleg amb el seu veïns malgrat les seves males experiències, amb reunions, com la ja referida en Guadalajara a l'octubre de 1207 amb el rei castellà per perllongar la treva, i a Monteagudo al febrer de 1209 amb Pere II, prestant a aquest una d'important quantitat de diners, prenent en peça els castells d'Escaño, Peña, Petilla i Gallur, per posteriorment en 1212 també el de Trasmoz. Dins d'aquesta estratègia destaca la participació en empreses de la Reconquesta amb la seva important participació en la batalla de les Navas de Tolosa en 1212 col·laborant amb el castellà de mala gana. El prestigi que li va donar aquesta gesta, al costat de la seva capacitat financera, li va permetre recuperar algunes places perdudes entre 1198 i 1200, com Buradón, Toloño (Alcazar), Toro (al costat de Laguardia) i Marañón, San Vicente de la Sonsierra o Burgi. En aquest temps es va arribar a estabilitzar la superfície de Navarra en una mica més de 12.000 quilòmetres quadrats amb què va explicar durant tota la Baixa Edat Mitjana.
En els seus últims anys Sanç VII va realitzar un acostament amb el jove Jaume I d'Aragó, proposant un emparentament mutu i buscant una aliança contra Castella que fustigava la frontera de Navarra per mitjà de l'alferes Lope Díaz II d'Haro. L'acord es va fer el 2 de febrer de 1231. Les necessitats monetàries van fer que Jaume I demanés un fort préstec Sanç VII el Fort, que no va poder fer front i va suposar que perdés diversos castells que havia deixat en penyora (Ferrera, Ferellón, Zalatamor, Castellfabib, Ademús, Peña Faxina i Peña Redonda), a més de perdre els que va deixar vint anys abans Pere II (Escaño, Peña, Petilla, Gallur i Trasmoz). En realitat el pacte d'emparentament tenia únicament efecte pel que fa als aspectes financers, perquè Jaume I va realitzar en 1232 un testament, en vida de Sanç VII, en què la successió era per l'infant Alfons d'Aragó. Alhora, a la mort de Sanç VII el 7 d'abril de 1234, la noblesa navarresa va ignorar totalment l'existència de l'emparentament. No obstant això Jaime I va aprofitar els problemes successoris per recuperar alguns castells fronterers com Escaño, Gallur o Trasmoz, encara que no va poder apoderar-se del de Petilla. La noblesa navarresa, que desitjava mantenir la independència del regne, va enviar una ambaixada amb el bisbe de Pamplona al capdavant per reclamar la presència del comte Teobald IV, com la línia successòria amb millor dret, per ser fill de Blanca de Navarra i net de Sanç el Savi.

### Dinastia de Xampanya

Regne de Navarra a partir de 1200. Les divisió en merindades van ser realitzades per Teobald II en 1234, encara que la d'Olite va ser en 1407.

A causa que els estaments del regne no desitjaven la unió amb Aragó, van oferir al comte de Xampanya la corona. Teobald I (1234-1253) va jurar els furs el 8 de maig de 1234, la qual cosa lligava a Navarra políticament a dinasties franceses. Durant les seves absències el regne era regit per un senescal xampanyès Ponz de Duyme i un richome navarrès Sancho Fernández de Monteagudo. Les Juntes d'Infanzones d'Obanos, sorgides en el regnat de Sanç el Fort, foren especialment actives en el control del rei, la qual cosa va provocar la seva persecució i pas a la clandestinitat, però aconseguint la subscripció del monarca del Fur General de Navarra en 1237, en el qual es limiten les atribucions del rei i aconseguint que nomenés un senescal navarrès. En 1245 es produeix la primera reunió de la cort general que es té notícia.
Les seves actuacions inicials van ser les de mantenir unes relacions cordials tant amb Jaume I d'Aragó com amb Ferran III de Castella.
A aquest últim li va oferir a la seva filla Blanca per casar-la amb Alfons el fill hereu, amb la condició de la devolució d'Àlaba i Guipúscoa. La contrapartida que Castella oferia era la de retornar una part (no cedia Àlaba) però amb la condició de la incorporació de tota Navarra a Castella després de la defunció de Teobald, ja que l'heretarien Alfons i Blanca. Aquest compromís no es va dur a terme perquè Blanca es va casar amb un fill del duc de Bretanya Joan I l'any següent. Es va enfrontar al rei d'Anglaterra en fer costat als nobles gascons. Després d'una guerra incerta, no es va arribar a un acord definitiu i Navarra va mantenir la seva presència a Ultrapuertos.
A la seva mort, la seva tercera dona, Margarida de Borbó, va gestionar la coronació del seu fill negociant amb els estaments del regne, alhora que signava una aliança amb Aragó per evitar una invasió castellana. La pressió de la noblesa va fer que Margarita de Borbó renunciés a la regència i al fet que un consell de dotze navarresos i d'un amo tutelés al rei fins als 21 anys. Teobald II (1253-1270) va mantenir tibants relacions amb la noblesa navarresa, especialment amb els infanzones navarresos que no es van doblegar. Va signar la pau amb Castella per separat d'Aragó. Va mantenir un altre enfrontament amb els anglesos en 1266 amb la base d'operacions a Donibane Garazi i des d'allí els navarresos, amb el seu rei al capdavant, van arribar fins a Lorda. A la fi d'aquest any es va signar una treva que es va renovar en 1269.
El seu successor Enric I (1270-1274), era germà de Teobald II, i ja havia estat governador de Navarra durant l'absència del monarca en la croada de 1269-1270. Va mantenir bones relacions amb la noblesa navarresa i dolentes amb la burgesia i els eclesiàstics. Va trencar la unió acordada en 1266 dels burgs de Pamplona per una forta suma que li va oferir la Navarrería. Va intentar realitzar enllaços matrimonials amb Castella i Anglaterra sense èxit.

### Dinastia Capet
Després de la mort del rei Enrice I l'estiu de 1274, Blanca d'Artois assumeix la regència de la seva filla Joana I (1274-1304) que comptava amb 18 mesos d'edat, que va buscar el suport del seu cosí Felip III de França l'Atrevit, acordant el matrimoni de Joana amb Felip, de cinc anys més. La minoria d'edat convertia Felip III en tutor i, per tant, la unió dinàstica en la família Capet de la corona francesa i navarresa (després de la mort del primogènit francès).
La implantació del règim tutelat des de França va desencadenar un conflicte que se centraria a la capital del regne amb la rivalitat dels burgs de Pamplona existent des dels temps de Sanç el Fort. En el canvi dinàstic, Castella i Aragó van ressuscitar les seves velles aspiracions sobre Navarra. Jaume I el Conqueridor mereixia el favor de les Corts de Navarra, enfront del grup partidari d'un acostament a Castella en el qual hi havia García Almoravid, el bisbe, els canonges i els veïns del burg de la Navarrería. Amb això, Alfons X de Castella va concentrar les seves tropes a la frontera navarresa, va conquistar la vila de Mendavia i va posar lloc a Viana.
Des de Sanç VII, Pamplona estava dividida en diversos burgs enfrontats entre si, Navarrería i San Miguel enfront dels burgs de San Cernín i San Nicolás. Els enfrontaments sagnants eren habituals. En la primavera de 1276 es van ser incrementant i, atès que els castellans ja havien envaït la frontera, el governador va demanar el cessament d'hostilitats, i així poder utilitzar els enginys bèl·lics per repel·lir-los. El burg de Navarrería, que tenia als castellans com a aliats, va mantenir la seva actitud, mentre que des de San Nicolás i San Cernín van cessar els atacs. El governador va presentar la seva dimissió i el nou, Eustache Beaumarchais, senescal de França, va ordenar el desmantellament dels enginys, la qual cosa va desencadenar un atac de la Navarrería als burgs veïns. Beuamarchais, llavors, va sol·licitar ajuda al rei de França que va enviar tropes franceses, que van arribar a principis de setembre a la rodalia de Pamplona. A la fi d'aquest mes, les tropes franceses van entrar en la Navarrería, arrasant completament el burg, matant, violant a les dones, robant i incendiant sistemàticament totes les cases. Van assaltar també la Catedral on havien buscat asil molts veïns, atacant sense pietat. Els castellans que acudien en la seva ajuda van ser detinguts en la serra d'Erreniega (El Perdó), a la rodalia de Pamplona.
A la conquesta de la Navarrería va seguir una campanya militar per tota Navarra per desposseir de les seves terres i béns als considerats traïdors, derrocant els seus palaus i torres. La primera plaça va ser el castell de San Cristóbal en el muntanya Ezcaba, que domina Pamplona. Els francesos van ser rebutjats pels navarresos del castell. Posteriorment el van abandonar, deixant aliments i aigua emmetzinats. Aquest enverinament no va tenir efecte perquè els francesos van veure que els gossos queien morts, per la qual cosa van evitar prendre cap aliment. La fortalesa va ser completament arrasada, fins als fonaments. Posteriorment es van dirigir a Mendavia, encara en poder dels castellans, trobant-se els portals de la muralla oberts. Va entrar en la població Beaumarchais amb les seves hosts, caient en un parany, amb un atac del veïnat en ple que els va fer fugir deixant nombrosos morts. Al cap de poc la vila es va rendir, igual que altres viles, no sense esforç, com Punicastro, Estella i el castell de Garaño. A poc a poc Navarresa sencera va ser sotmesa a l'obediència de la reina Joana I sota tutela francesa, vencent a Castella i als navarresos partidaris d'aquesta. García Almoravid, líder navarrès partidari de Castella que havia fugit de la Navarrería la nit anterior a l'assalt francès, va ser capturat i va morir posteriorment en Tolosa de Llenguadoc.
Després de la mort de Joana li corresponia al seu primogènit Lluís I la corona. Tanmateix, això Felip IV inicialment no ho va considerar necessari, fins que les reiterades exigències de la noblesa navarresa, amb els infanzones navarresos al capdavant, van portar al fet que a l'octubre de 1307 Lluís I es presentés a Navarra i després de confirmar els furs fos coronat a Pamplona. No obstant això, seguint les consignes del seu pare, va ordenar capturar als capitosts i va reprimir les Juntes dels Infanzones. En 1214, després de la mort del seu pare, va passar a ostentar també la corona francesa. Després de la mort de Lluís I en 1316 s'inicià un període de regència fins al naixement del seu fill Joan I, que va morir cinc dies després del seu naixement. Després de la mort de l'hereu la corona francesa va excloure Joana (filla també de Lluís I, i que seria reina en 1328) i va imposar al que havia estat regent i germà de Lluís I, Felip II. Amb la mort d'aquest en 1322 es va nomenar a Carles I, que també va morir poc després, el 1328. Aquests dos reis que no van acudir a Navarra a acatar els furs, van ser reconeguts de fet com a monarques encara que no van ser acceptats per la noblesa navarresa.

### Dinastia Evreux
En 1328, a la mort sense successió de Carles I el Calb (o Carles IV el Bell de França), el clergat, els representants de les ciutats i els nobles de Navarra van triar per rei al comte Felip III Evreux i a Joana II, separant així el regne de Navarra de la corona francesa. Així i tot es va mantenir la subordinació als interessos francesos, encara que les elits navarreses van obtenir un major pes i van imposar al rei el desenvolupament i "amillorament" del Fur Antic, consolidant les Corts com a assemblea representativa dels grups socials. Van mantenir una cordial entesa amb Felip VI de França i amb Eduard III d'Anglaterra. Després de la mort de Felip III en una expedició a terres andaluses en 1343, va continuar amb Joana II, que encara que absent del regne, va mantenir la corona fins a la seva mort en 1349.
Va heretar el regne el fill primogènit de tots dos, Carles II (1349-1387), que va arruïnar econòmicament el regne, va realitzar repressions internes, com la soferta pels Infanzones navarresos amb el penjament de la forca de diversos nobles al pont de Miluze, i va participar en els conflictes tant de França com de Castella. Des dels seus estats de Normandia va prendre part en la guerra dels Cent Anys aliant-se amb els anglesos, amb la intenció d'obtenir la corona francesa donada la seva ascendència Capeta, però fou capturat el 1356 i posteriorment alliberat el 1357 per normands i navarresos. Va establir la seva residència a Navarra partir de 1361, sortint ocasionalment en 1369 i 1372 per defensar els seus interessos francesos.

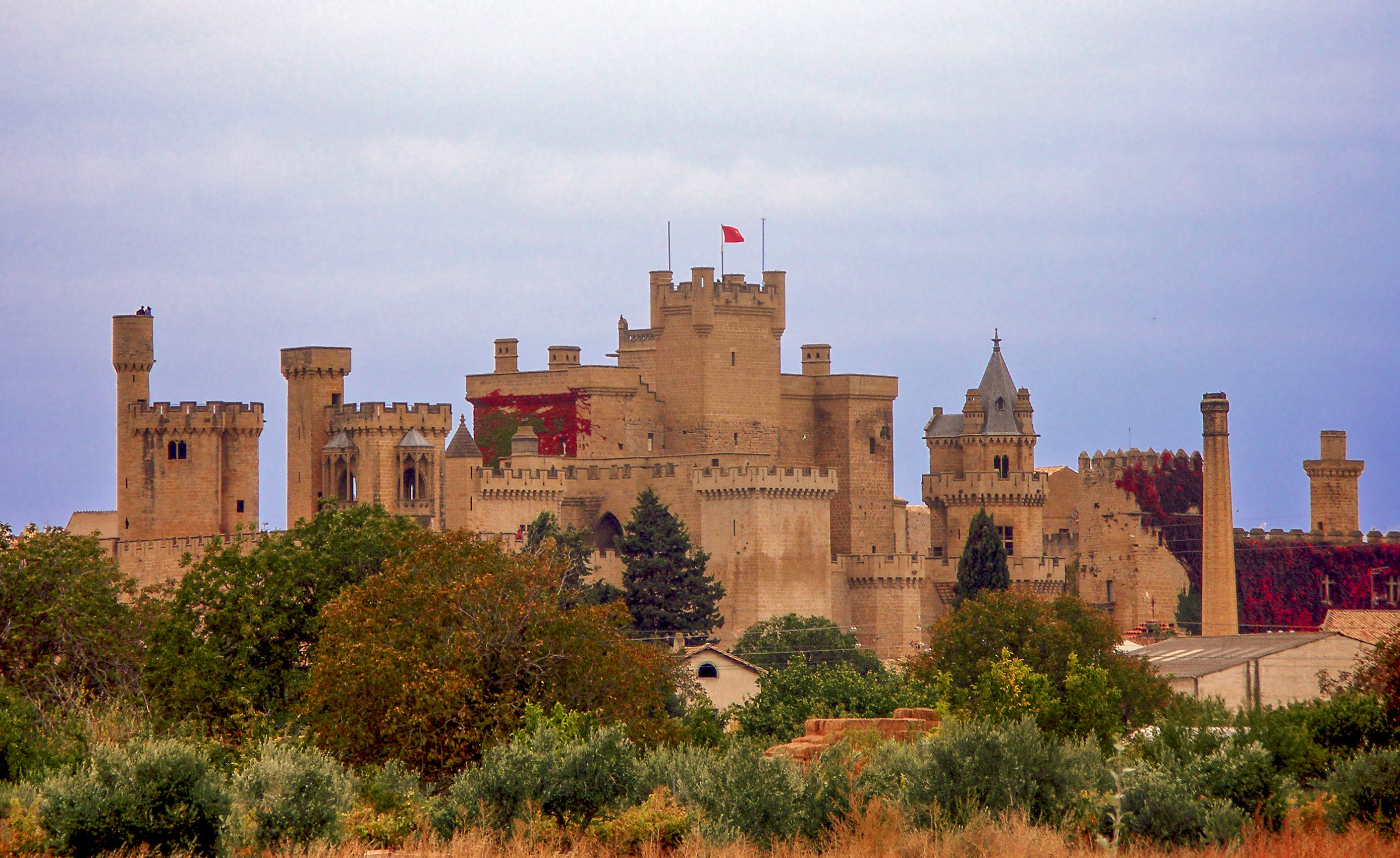
El Palau Reial d'Olite va tenir la seva màxima esplendor amb Carles III

Pel que fa a Castella, va participar en la seva guerra civil entre Pere I i Enric II, donant suport al primer. A canvi, Castella hauria de retornar Àlaba i Guipúscoa a Navarra, acord que no es va poder complir, perquè Pere I va resultar mort i va perdre la guerra. No obstant això, Carles II en 1368, en col·laboració amb alguns magnats de la zona, va envair aquests territoris, però després de la victòria d'Enric II en 1369 va quedar en una difícil situació. Després de la sentència arbitral del delegat pontifici Guy de Boulogne en 1373, es va establir la devolució de les places alabeses que encara mantenia, si bé va confirmar la possessió per a Navarra de Fitero i Tudején, usurpades en temps del seu pare.
En els últims anys es van escalabrar els seus projectes polítics, quan va intentar treure profit del conflicte internacional i va recaptar la col·laboració anglesa abans de reprendre les reivindicacions franceses. En 1378, el seu fill, el futur Carles III, va encapçalar una ambaixada per parlamentar amb Carles V de França. Aquest últim va capturar l'infant navarrès i va ordenar l'embargament de les possessions navarreses a França, salvant-se només l'inexpugnable Cherbourg. En l'interrogatori es van descobrir els plans del rei navarrès per aconseguir la vila de Logronyo. Alertat el rei Enric II de Castella, va ordenar la invasió de Navarra, obligant Carles II a signar el Tractat de Briones. L'infant Carles va ser alliberat el 1380.
Carles III de Navarra (1387-1425), que es va casar amb la filla d'Enric II de Castella, Leonor, va canviar la tendència a participar en els conflictes francesos, centrant-se a Navarra i va estructurar institucions com les Corts generals, Real Cort i Cambra de Comptos. Va finalitzar la invasió de territoris d'Albània i Grècia que havia iniciat el seu pare (1376-1402). Amb ell va donar començament el llinatge dels Beaumont format per familiars il·legítims, que posteriorment serien rivals de l'antic llinatge dels Agramont i que portaria a una posterior guerra civil.

## Guerra civil i pèrdua de Laguardia i Los Arcos

Mapa de la Guerra Civil de Navarra, amb la presa per part de Castella de la comarca de Laguardia i Los Arcos.

A la mort de Carles III, va assumir el tron la seva filla Blanca I, que estava casada amb Joan II d'Aragó. Van tenir tres fills que van sobreviure a la infància Carlos, Blanca i Elionor. El rei consort, mentre va viure la seva esposa Blanca, va portar la vara de comandament del regne i en morir la seva esposa el 1441 va usurpar la corona que corresponia al fill Carles. Això va desencadenar en 1451 la Guerra Civil de Navarra entre els llinatges nobiliaris i ja vells rivals agramontesos i beamontesos. Els agramontesos eren partidaris de Joan II i van tenir com a aliats al regne d'Aragó, inicialment, i posteriorment al francès, així com la facció nobiliària dels gamboïns a les antigues terres del regne de Navarra occidentals. D'altra banda, els beaumontesos eren partidaris del príncep Carles i van tenir com a aliats a la corona de Castella i als oñacins a les terres basques occidentals. La guerra es va iniciar després de la invasió castellana de 1451, quan el príncep Carles va arribar a un acord amb aquests últims en Puente la Reina per enfrontar-se al seu pare.
Als tres anys d'enviduar Joan II es va casar en segones núpcies amb Joana Enríquez (1444), del matrimoni de les quals naixeria en 1452 el que seria conegut com a Ferran el Catòlic.
El príncep Carles va ser empresonat i desheretat (1455), en favor de la seva germana Elionor. A la mort d'Alfons V d'Aragó (1458) el va succeir en la corona d'Aragó el seu germà Joan II i per tant, també va convertir en hereu d'aquella corona al príncep de Viana. No obstant això el príncep va morir el 1461, dies després de ser alliberat pel seu pare, probablement per una tuberculosi, però davant la sospita que hagués estat enverinat per la seva madrastra Joana Enríquez, es van produir tumults a Catalunya, on tenia molts partidaris. En 1464 seria la seva germana Blanca la que moriria enverinada.
Al mateix temps, en 1460, Enric IV de Castella va ocupar la vila de Viana, que Joan II va recuperar després de nou mesos de lluita, però la va adscriure a la corona d'Aragó. En 1461 primer i després el 1463 el castellà va ocupar les terres de Laguardia i Los Arcos (que incloïa al seu partit: Sansol, Torres del Río, El Busto i Armañanzas). Aquesta última va ser una plaça castellana fins a 1753, mentre que les places de la comarca de Laguardia (Laguardia, Ábalos, Bernedo i San Vicente) van ser definitivament perdudes per a Navarra. En la pau signada a Corella entre Enric IV i Joan II en 1464, aquest va cedir als castellans les viles de Los Arcos i Sant Vicente i els llocs i castells de Monjardín, Dicastillo, Miranda i Larraga.
Joana Enríquez es va reunir el 20 de juny de 1467 a Ejea amb Elionor. En aquesta reunió es va acordar la successió d'Elionor a Navarra i la seva renúncia al d'Aragó, que també li corresponia, en favor de Ferran, atès que aquest ja havia obtingut la primogenitura als 10 anys davant les Corts d'Aragó el 1461. Joan II pretenia la successió de Ferran reflectint-ho en diferents documents. Així en l'aliança que va signar el rei d'Aragó amb el duc de Borgonya el 22 de febrer de 1469 incloïa al seu fill en tots els regnes dels quals ell es titulava: Aragó, Sicília i Navarra.
Ferran el Catòlic ja era rei consort de Castella el 1474, després de casar-se amb Isabel I, coneixent-se aquesta unió amb el nom dels "reis catòlics" i, el 1476, quan intervenia en el conflicte entre beaumontesos i agramontesos, es titulava "rei de Navarra, Castella, León, Portugal, Sicília i primogènit d'Aragó". En aquests arbitratges, aproximant-se als beaumontesos, va situar en terceria a 900 soldats castellans per diferents llocs de Navarra, 150 d'ells a Pamplona. Dins d'aquestes intervencions, en 1478 el Lluís de Beaumont comte de Lerín, cap dels beaumontesos i casat amb una germanastra de Ferran II, va quedar al capdavant de la fortalesa de Pamplona. Les queixes de la seva germanastra Elionor no van obtenir cap resultat.
Després de la mort de Joan II, el 19 de gener de 1479, Elionor va prendre possessió del regne de Navarra encara que va morir 15 dies després. Va deixar com a hereu al seu net Francesc Febus, per les diferències que mantenia amb el seu germanastre Ferran II. El 1483 va morir Francesc Febus, convertint-se en reina la seva germana Caterina de Foix, que es va casar amb Joan III d'Albret en 1484.

## La invasió castellanoaragonesa de 1512

### Els preparatius de la invasió
El 12 de novembre de 1486, Ferran II va unificar el comandament militar a la frontera navarresa i a l'any següent va suprimir els salconduits als mercaders de Navarra, pressió que va portar al fet que al març de 1488 els monarques navarresos signessin amb els Catòlics el Tractat de València, en el qual van cedir la tutela del regne per evitar les represàlies imposades per Castella, que impedien el comerç, i el lloctinent Alan d'Albret va obtenir un subsidi per a combatre Anna de França a la Guerra boja En el Tractat de València els Reis Catòlics no reconeixien els drets de Caterina de Foix i es va acordar mantenir tropes castellanes a Navarra. El 13 de gener de 1494 Joan III d'Albret i Caterina de Foix van ser coronats, i a l'any següent Luis de Beaumont II va ser obligat a abandonar el regne per evitar les intrigues polítiques que mantenia. En el document, que va ser redactat a Burgos, Luis de Beaumont II cedia tots els béns que posseïa a Navarra a Ferran II, i a canvi va rebre diferents béns en terres castellanes. D'aquesta manera van passar al monarca castellano-aragonès nombrosos territoris i fortaleses en terceria. En el projecte d'annexionar-se el regne que van realitzar els Reis Catòlics li van proposar al monarca francès que no hi intervingués a canvi de cedir-li Nàpols. Fet que va ser negat davant la denúncia dels reis navarresos. Entre 1495 i 1500 es pot considerar que el regne estava en la pràctica ocupat per les tropes castellanes. En 1500 la pressió sobre la noblesa navarresa es va intensificar amb l'exigència que juressin fidelitat als reis Catòlics, marginant-los en cas de negar-se. També Ferran II va pretendre comprar els senyorius del comte de Lerín, oferta que va ser rebutjada pel mateix comte perquè "no es canvien fortaleses per escuts". En aquest mateix any es va signar un nou tractat a Sevilla pel qual retenien en la cort castellana a la filla dels monarques navarresos, Magdalena i comprometien al primogènit amb un fill o net dels Catòlics. A canvi, els soldats castellans sortirien de Navarra, però els alcaides de les fortaleses haurien de jurar fidelitat a Ferran II i aquest mantindria els pobles en el seu poder.
Quan el 1503 es produeixen noves tensions entre Castella i França, les Corts de Navarra van expressar la seva preocupació afirmant que "estem entre dos grans focs". Van seguir els intents de segellar acords matrimonials entre els navarresos i castellans sense arribar a plasmar-se. Sí que es va segellar en 1505 el matrimoni de Ferran II, ja vidu, amb Germana de Foix, filla del vescomte de Narbona, que pledejava amb els reis de Navarra per la corona. El comte de Lerín, que havia retornat a Navarra, fou novament expulsat el 1507, amb el suport pràcticament unànime dels navarresos, aconseguint-se també la sortida de les tropes estrangeres, per la crida al cognom realitzada pels reis. Entre els qui donaren suport aquestes mesures va haver-hi nombrosos beaumontesos com Esteban de Zunzarren, Pedro de Torres, Martín de Beortegui, Francès de Beaumont i Lope de Elío. La pressió del Catòlic va seguir i va arrabassar la baronia de Farfanya i el vescomtat de Castelbó a Catalunya, pertanyent al rei navarrès, per compensar al comte de Lerín Luis de Beaumont II que havia estat totalment desposseït. La mort del comte en l'exili en 1508 fa que el seu fill Luis de Beaumont III, per recuperar les possessions perdudes del seu pare, col·labori amb la ja posició oberta de Castella d'envair Navarra.
D'altra banda Lluís XII de França també reclamava el Bearn i altres territoris dels Foix, que el gener de 1510 ja havia estat advertit a les Corts de Navarra del risc d'una guerra amb el rei francès. Això va fer que al febrer de 1510 el rei Joan III d'Albret signés un protocol defensiu amb el Bearn.
A la pèrdua de població deguda a les conteses s'hi sumés l'epidèmia de pesta entre els anys 1504 i 1507. Demogràficament el regne de Navarra havia assolit mínims entre els anys 1450 i 1465, coincidint amb els episodis més aguts del conflicte civil (que no va ser sagnant de forma directa), recuperarà majors cotes poblacionals a partir de 1530 (conclosa i assentada la conquesta per part de Castella i Aragó)

### Mobilització militar i diplomàtica

Territori Incorporat a Castella el 1463
Dominis de la casa d'Albret
Dominis de la casa de Foix
Alta Navarra, territori conquistat i annexat per Castella el 1515
Baixa Navarra, territori que mantingué la independència fins a l'anxexió francesa.

El 1511 Ferran II va signar l'aliança amb la Lliga Santa de la Santa Seu i del Dux de Venècia, que posteriorment es va ampliar al rei d'Anglaterra i a Maximilià d'Alemanya. En aquest acord comprenia la intervenció militar, expressant-ho Juli II en la declaració de guerra als francesos.
A l'abril de 1512 va morir sense descendència, en la batalla de Ravenna, Gastó de Foix, que també aspirava al tron navarrès. Era germà de Germana de Foix, segona dona de Ferran II. Això va servir per reclamar negociacions amb Lluís XII de França a fi que se li reconeguessin els drets a la seva dona. En la pressió al francès, Ferran el Catòlic va aconseguir que lansquenets alemanys ataquessin pel nord i amb el suport anglès va amenaçar amb la invasió de Guiena i Baiona pel sud, acord que s'havia signat al febrer de 1512 entre Ferran el Catòlic i el seu gendre Enric VIII d'Anglaterra. En les cartes enviades a Anglaterra pel Catòlic s'evidencia l'interès de trencar la neutralitat de Navarra per poder envair-la. D'altra banda, la mort del pretendent Gastó de Foix va apropar les postures de França i Navarra.
Des de feia anys s'estava preparant el terreny per a la invasió amb les devastacions de camps fronterers i ordenant al general en Guipúscoa Juan de Silva la mobilització militar, sense que aquest territori participés finalment quant al nombre d'homes de forma important. En el mes d'abril, els preparatius castellans es van acréixer amb reclutament de tropes i proveïment de provisions. A l'abril es produeix en Burgos una reunió de Ferran II amb el mariscal Pedro de Navarra i uns altres principals cavallers navarresos, en la qual se sol·licitava, per part castellana, el pas de tropes per Navarra per fer la guerra amb França. Els navarresos es van negar però van oferir, a canvi, 100 llances per servir al Catòlic en Itàlia. En aquesta línia d'intentar evitar la guerra a la fi de juny, el mariscal Pedro de Navarra i Juan de Jaso, president del Consell Real, van oferir a Ferran II el jurament de les Corts de Navarra de no permetre el pas per Navarra de cap mena de tropes i expressament d'aquelles destinades a atacar Espanya, i fins i tot a qualsevol altre membre de la Lliga Santa. També es va oferir a posar diverses fortaleses navarreses en mans d'alcaides navarresos designats de comú acord amb Castella. A la fi de maig es produeixen conflictes fronterers entre les localitats de Sos i Sangüesa.
Al seu torn, el rei de Navarra va marxar al juny a Blois a negociar un pacte similar a l'aconseguit pel Bearn en 1510, el Tractat de Blois. Abans d'aconseguir-ho i en plenes converses, el 10 de juliol es va produir la invasió castellana de Goizueta, cosa a la qual no es va donar publicitat, indicant la debilitat navarresa. El 17 de juliol es va fer públic per part de Ferran II un fals tractat de Blois, en el qual es descrivia com un pacte d'agressió, en aquest mateix dia el mariscal Pedro de Navarra seguia realitzant els últims intents diplomàtics. La signatura de l'autèntic Tractat de Blois entre el regne de Navarra i la corona francesa de Luis XII va ser el 18 de juliol, i s'hi estipulava, entre altres termes, col·laboració militar mútua restringida a diversos contextos.
Ferran II va sol·licitar autorització per a aquesta invasió a les Corts d'Aragó, així com a la ciutat de Saragossa al juliol. Aquests demorarien la seva resposta fins a setembre quan la invasió ja estava conclosa, i una vegada publicada la butlla papal Pastor Ille Caelestis, que tractava de donar cobertura papal a la invasió i que va ser dictada el 21 de juliol, i que no va arribar fins a finals de mes o principis d'agost. En ella no es nomenava a Navarra, ni als monarques navarresos, sinó a la impossibilitat d'aliar-se amb el monarca francès. En tot caso l'arquebisbe de Saragossa, Alfons d'Aragó, fill de Ferran el Catòlic, va col·laborar amb un important contingent de 3.000 peons i 400 genets en la "guerra santa" contra Navarra.

### Invasió
L'exèrcit castellà es va anar concentrant a Vitòria. Estava a les ordres de Fadrique Álvarez de Toledo, segon duc d'Alba, i entre els seus comandaments hi figuraven experimentats militars, com els coronels Rengifo i Villalba. Constava de 2.500 genets, 12.000 infants, 1.500 llances i 20 peces d'artilleria amb els seus servents; als quals calia afegir 400 homes al comandament d'Antonio de Acuña, bisbe de Zamora. Entre aquestes tropes estaven 750 infants dels temuts terços de Bugia precedents del nord d'Àfrica, portats a bord de galeres fins a Bilbao. Poc després, abans de la campanya contra Ultrapuertos, es van agregar uns altres 300 genets i 2.900 infants.

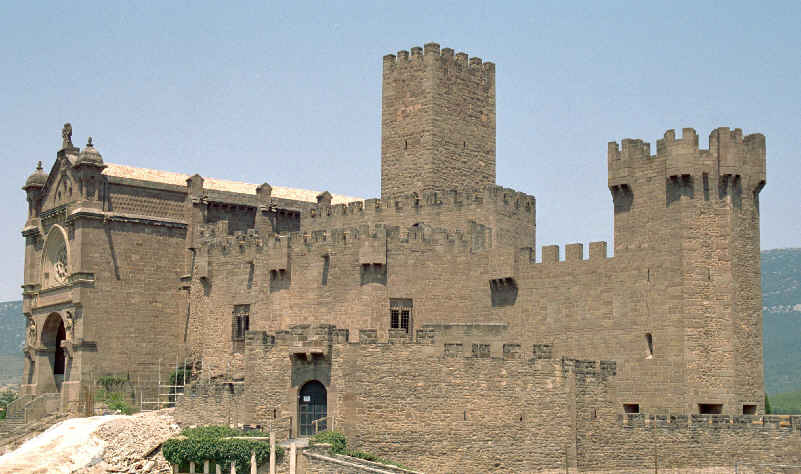
Castell de Xabier, on residia Juan de Jaso, president del Consell Rial de Navarra i pare de sant Francesc Xavier i dels seus germans Juan i Miguel, que van lluitar contra els invasors. El castell va ser també desmantellat.

Encara que la invasió ja s'havia iniciat el 10 de juliol amb la presa de Goizueta, el gruix de les tropes va entrar el 19 de juliol per la Burunda i Lekunberri després de l'ordre donada per Ferran II. Al costat d'elles cavalcaven el comte de Lerín, Luis de Beaumont III (fill del mort Luis de Beaumont II en l'exili anys abans), i el seu cunyat el duc de Nájera al capdavant de 700 cuirassers reials. L'avantguarda composta per 6.000 veterans era manada pel coronel Cristóbal Villalba. Van travessar la Barranca sense grans oposicions, excepte el desallotjament en els ports de sis-cents roncalesos. El dia 22 van pernoctar en Uharte-Arakil, l'endemà es van instal·lar a Arazuri a les portes de Pamplona, al castell de Juan Beaumont, germanastre del comte de Lerín i el 24 a Taconera. Al seu pas, alguns nobles navarresos beuamontesos i també agramontesos van oferir-los la seva col·laboració. Joan III d'Albret tractava de reagrupar tropes, que van ser insuficients i tardanes concentrant-se el rei amb els seus homes a Irunberri, per a l'endemà passat replegar-se a les seves possessions del Bearn. Amb el rei van ser Juan de Jaso i Pedro de Navarra, entre altres nobles importants.
La ciutat de Pamplona -que en aquella època no era la ciutat-fortalesa que es convertiria posteriorment, perquè els mateixos edificis formaven la muralla- amb prou feines comptava amb artilleria i hi vivien entre 6.000 i 10.000 ànimes. L'exèrcit castellà, compost per 15.000 homes proveïts amb vint peces d'artilleria de gran calibre, va acampar a la Taconera el 24 de juliol. El 25 de juliol la ciutat va signar la rendició.
Rendida la capital, el duc d'Alba va enviar procuradors a Irunberri, Sangüesa, Donibane Lohitzune, Amaiur, Estella, Tafalla, Tudela, Roncal i Aezkoa, instant-los a la rendició. La majoria van ser lliurant-se, però no els estellesos, tudelans, els d'Amaiur i els de Donibane Lohitzune.
El 29 de juliol els delegats ocupants van plantejar un acord de capitulació, en el qual deixava a Ferran II totes les iniciatives a Navarra i, entre altres obligacions, l'hereu Enric de Labrit hauria de ser lliurat per a la seva educació. Aquest document va ser ratificat per Ferran el Catòlic el 4 d'agost, mentre que els reis navarresos mai ho van fer per considerar-ho inacceptable.
Després de la rendició de Pamplona, els atacants marxaren contra Tudela. D'una banda, el mateix Ferran el Catòlic va ser a Logronyo el 12 d'agost per dirigir de prop les operacions contra Tudela i Estella. La capital de la ribera fou assetjada, amb el reforç a més de les tropes al comandament de l'arquebisbe de Saragossa i fill de Ferran II, Alfons d'Aragó. La ciutat va capitular el 9 de setembre i el 4 d'octubre Ferran el Catòlic hi va entrar per jurar el seu furs i privilegis.
La rendició de les places va ser gradual, en les quals Ferran II es va comprometre a salvaguardar llurs furs i privilegis. Sangüesa es va lliurar l'11 d'agost, el 16 d'agost Irunberri i el 24 d'agost Cáseda. Posteriorment ho van fer Olite, Tafalla, després de la deserció d'Alonso de Peralta que va buscar ser nomenat mariscal de Navarra, cosa que no se li va concedir, i Miranda pel 20 de setembre.
En l'última setmana d'agost, el duc d'Alba va preparar un exèrcit per travessar els Pirineus i envair la Baixa Navarra. L'avantguarda estava manada pel coronel Cristóbal Villalba, amb un contingent de 300 genets i 2.900 infants, a més de diverses peces d'artilleria i mig miler més d'homes per manejar-la. Es van presentar per sorpresa, a la nit, a Roncesvalls prenent la Col·legiata i cremant el poble de Burguete. Van instal·lar el campament allí el 2 i 3 de setembre. Prengueren Aezkoa, Salazar i Roncal en els primers dies de setembre. Simultàniament, tropes aragoneses al comandament de Carlos de Pomar havien pres el castell de Burgi. Després de passar els Pirineus, van anar conquistant diversos castells, amb petites escaramusses amb les tropes de Joan III. El 10 de setembre es va finalitzar l'ocupació de Donibane Lohitzune, capital de la Baixa Navarra i els seus voltants. Una vegada sotmesa, es va iniciar un intens saqueig i incendi dels pobles, com Ainhize, Garrüze, Uhartehiri i uns altres. Els mateixos cronistes castellans descriuen la intensa violència emprada per les tropes castellanes.

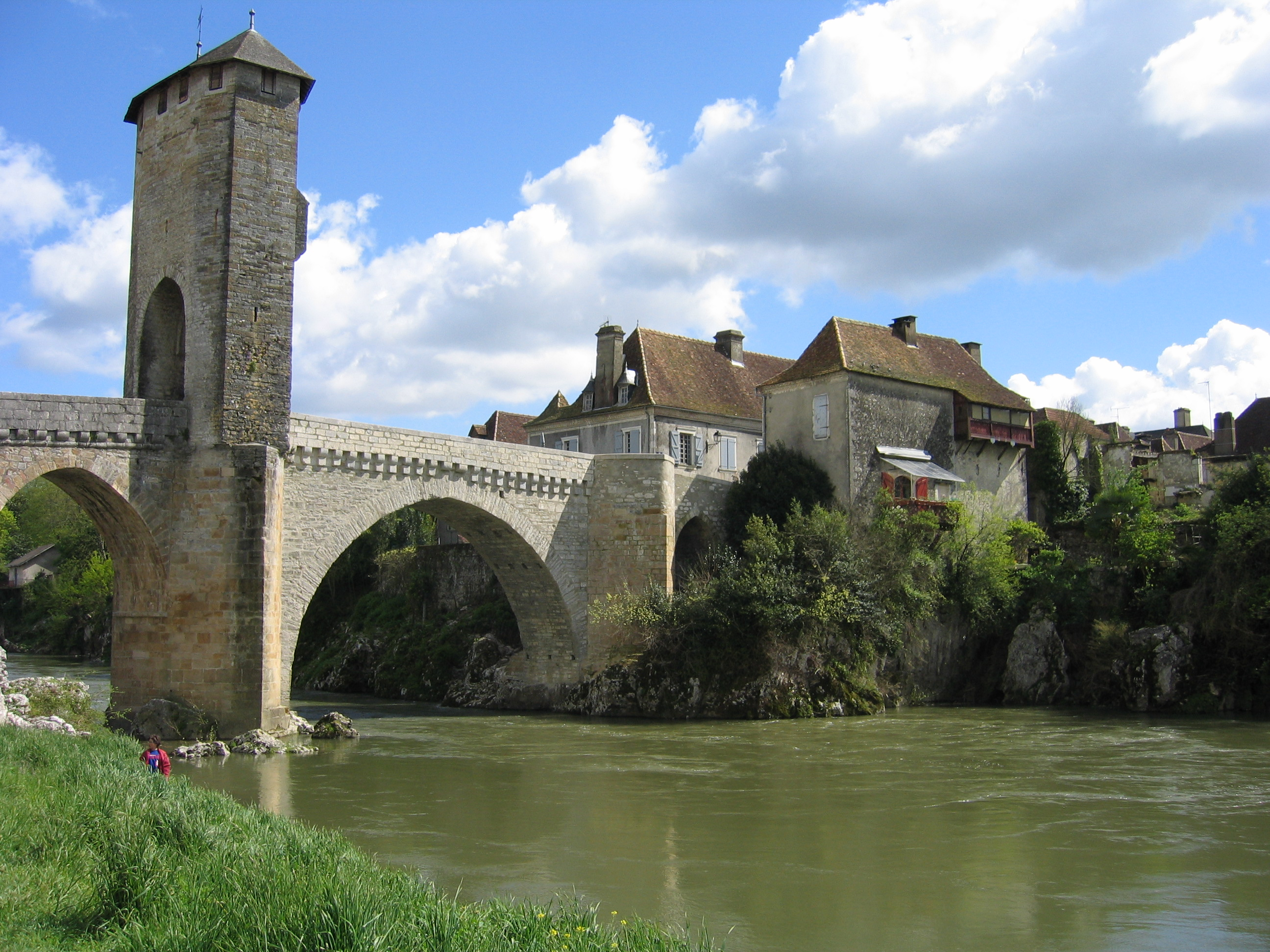
Ortès, on es van replegar els reis de Navarra.

Els reis de Navarra es van establir a Ortès, mantenint la seva caserna avançada en Sauvetèrra. Ferran II va enviar una ambaixada encapçalada per Antonio de Acuña, bisbe de Zamora, per negociar la capitulació. En la proposta s'indicava que es restituiria el regne als seus monarques, però que l'hereu havia de ser educat en la cort castellana. L'ambaixador va ser capturat acusat d'espia, la qual cosa va ser denunciat com a violació del dret d'ambaixada. A mitjan setembre, les tropes castellanes establertes en Baixa Navarra ascendien a 6.600 infants, 1.600 genets i 1.200 soldats. Aquestes tropes van ser fustigades per homes de Luxa, noble beaumontès de la zona. Aquesta fustigació, afegit a l'impagament dels salaris i a la falta de queviures, va provocar que el 24 de setembre es revoltés un miler de soldats castellans dels terços vells encapçalats pel capità Valdés. Van ser sufocats i enviats al castell de Burgi.

### Primer contraatac navarrès (1512)
La contraofensiva depenia de les prioritats de l'aliat Lluís XII de França que preferia defensar Aquitània amenaçada per castellans i anglesos que recuperar Navarra. Per això l'ajuda que la reina Caterina de Foix va prometre a l'assetjada Tudela no es va arribar a produir, i va aguantar fins al 9 de setembre. Només quan l'expedició anglesa acantonada a Guipúscoa es va fer a la mar, va autoritzar a les seves tropes ajudar a les navarreses. El 30 de setembre Joan III d'Albret va publicar en Donapaleu un manifest dirigit als castellans en la qual els convidava a no fer la guerra a Navarra i a buscar una solució abans de recórrer a l'acció militar. Es va oferir com a aliat del príncep Carles de Gant reconeixent-lo com a legítim rei de Castella, sense que tot això fes cap efecte. Mentre ordenava que els governadors de les fortaleses navarreses quan es produís la contraofensiva es revoltessin contra els ocupants. Aquesta es va iniciar a mitjan octubre, del 15 al 21. L'exèrcit es va organitzar en tres columnes, una cap a Guipúscoa, una altra a la Baixa Navarra i una tercera a la vall del Roncal.
La primera columna navarrès-gascona va penetrar a Guipúscoa i va assetjar Sant Sebastià i Hondarribia, després de la sortida dels anglesos. Van realitzar escaramusses, saquejos i devastació, ocupant Oiartzun, Errenteria, Irun i Hernani, mentre que Tolosa i Sant Sebastià van resistir als seus castells. Aquesta columna davant el fracàs de l'assalt de Pamplona en desembre va iniciar també la retirada, incendiant algunes viles ocupades.
La segona columna al comandament del duc de Longueville -integrada per 8.000 gascons i bearnesos, 1.500 lansquenets suïssos i un miler de naturals- es va dirigir cap a Donibane Lohitzune, que estava al comandament del duc d'Alba on es va produir un sagnant enfrontament. Davant aquest avanç les tropes castellanes van calar foc a la localitat d'Ainhize-Monjolose, i quan encara estava en flames, el 19 d'octubre, es va produir un enfrontament directe sofrint 200 morts i sent capturats diversos comandaments castellans, mentre que una altra part de la tropa amb Rengifo i Mondragón es van donar a la fugida. En conèixer la presa de Burgi, el 21 d'octubre, i tement quedar-se voltats, les tropes castellanes l'endemà amb el duc es van replegar de la Baixa Navarra, deixant petites guarnicions al castell de Sant Joan dempeus de Port (800 infants, 200 llances i una vintena de peces d'artilleria) i a Amaiur baztanès per retardar l'avanç navarrès. El castell d'Amaiur va ser pres pels navarresos, que van permetre sortir als castellans, encara que sense armes ni bastiments.
La tercera columna al comandament del rei Joan III d'Albret i el general La Palice va entrar el 18 d'octubre per Otsagabia. El mig miler de navarresos beaumontesos i soldats castellans que defensaven els passos pirinencs es van retirar a Irunberri, prenent-se les valls de Aezkoa i Salazar. A Burgi van assetjar el castell durant dos dies, amb posterior assalt i rendició, en la qual es va produir la mort en combat del capità Valdés. Hi ha discussió sobre la participació de roncalesos en la defensa del castell, fins i tot de la crema del poble per part dels navarresos i gascons, qüestionat per l'existència fefaent de nombrosos roncalesos en les files de Joan III i la llarga llista de condemnats a mort per la seva lleialtat al rei navarrès.
Diverses ciutats de l'interior es van alçar, com Estella, San Martín de Unx, Cábrega, Murillo el Fruto i Tafalla, entre d'altres, que van ser sufocades mentre els exèrcits que venien pel nord eren retinguts en les diferents batalles. Un contingent de roncalesos de gairebé uns 100 homes, que es dirigien a la Ribera, van fer fugir les tropes aragoneses molt superiors en nombre (en les fonts oscil·la entre 250 i 600) prop de San Martín de Unx. Destaca la resistència produïda a Estella, que es va alçar a principis d'octubre, quan Ferran II estava entrant a Tudela, i finalment es va lliurar el 29 d'octubre amb la resistència final al castell de Monjardín.
El 24 d'octubre va arribar el duc d'Alba a Pamplona després de replegar-se de la Baixa Navarra, i va continuar amb la preparació defensiva de la ciutat. Es van destruir tots l'edificis i tàpies, a més de vinyes i fruiteres als voltants de la ciutat per evitar recers i aprovisionaments dels atacants. En el flanc sud, que no estava protegit pel riu Arga va ser enfortit, derrocant una trentena d'edificis. Les forces castellanes superaven a la població, però només disposava de dos falconets i una llombarda. Es va ordenar l'expulsió de 200 pamplonesos sospitosos de ser agramontesos fidels al rei navarrès i es van assegurar, amb requises, els subministraments provinents de diferents localitats. En la defensa s'expliquen un nombre de navarresos, no gaire nombrosos, amb destacats líders beaumontesos. A l'interior de la ciutat es va instal·lar un patíbul perquè servís d'advertiment als seus habitants. El dia 1 de novembre van arribar les primeres tropes de l'exèrcit navarrès-gascó a la rodalia de Pamplona, mentre que el gruix dels homes van arribar el 3 de novembre situant-se en els vessants de la muntanya Ezcaba i a Villava i Huarte. L'exèrcit que assetjà la ciutat estava compost per més de 20.000 homes, navarresos (uns 10.000), gascons dels territoris d'Albret-Foix, albanesos i lansquenets alemanys, a més de comptar amb vuit morters i altres peces d'artilleria. Es fustigaren les defenses del flanc sud per tallar l'arribada de subministraments a la ciutat, encara que sense aconseguir un cèrcol efectiu. Es van produir diversos atacs i escaramusses. El primer combat important es va produir el 7 de novembre. El desproveïment de queviures i l'arribada del fred es van fer sentir amb major intensitat els assetjadors, arribant aquests a alimentar-se de fruita seca i llegums cuits. Un ramat de 600 vaques que s'enviava des del Roncal als assetjadors va ser interceptat per les tropes de l'arquebisbe de Saragossa aquarterades a la zona de Sangüesa. A l'interior el coronel Cristóbal Villalba ordena, sota pena de mort, que els carrers es mantinguin il·luminats i que s'acudeixi armat quan es doni el senyal d'alarma. La gana a l'interior també s'estengué i 818 homes entre veïns i criats s'allistaren per a poder menjar els dos ranxos al dia que rebia la tropa. Les tropes navarreses van rendir el castell de Tiebas el 24 de novembre, al sud de Pamplona. El 27 es va realitzar un altre assalt a la ciutat que va ser rebutjat. Els reforços castellans de les tropes del duc de Nájera s'apropaven a la capital i les seves notícies van desmoralitzar als assetjadors i després d'un últim atac el 29 de novembre, les tropes van iniciar la retirada cap a Baztan. El dia 30 quan encara es repleguen els últims homes, les tropes de reforç castellanes amb 6.000 infants van arribar a la ciutat.
Les forces que es replegaven des de Pamplona van ser perseguides pels capitans Pedro López Padilla i Charles de Góngora (líder beaumontès), així com altres destacats beaumontesos, atacant-los, matant i capturant uns quants grups de gascons i bearnesos a la proximitat d'Aoiz, portant alguns presos a Pamplona, on van arrossegar les banderes aconseguides.
El duc d'Alba va cursar ordres a Diego López de Ayala, alcaide d'Hondarribia, perquè tanqués el pas a les forces en retirada. La rereguarda d'aquesta, composta per lansquenets alemanys, en passar pel port de Velate va ser sorpresa per les tropes de López de Ayala, en les quals predominaven guipuscoans oñacins, produint-se la trucada batalla de Velate, encara que no sembla que fos una autèntica batalla, sinó un mer enfrontament. S'hi refereix que van poder caure en la persecució fins a 1.000 famolencs lansquenets alemanys, i això sí, es van confiscar 10 o 12 valuosos canons que han format part de l'escut de Guipúscoa fins a època recent.
Posteriorment, les tropes castellanes es van dirigir a voltar el castell d'Amaiur, que després de diferents enfrontaments, a més d'en altres punts de Baztan, va ser rendit per tropes castellanes al comandament de Francés de Beaumont, passant a controlar totalment Baztán.

### Consolidant l'ocupació
El 17 de desembre de 1512 es va nomenar com a primer virrei i capità general de Navarra a Diego Fernández de Còrdova y Arellano, marquès de Comares. Els càrrecs més destacats es van assignar a persones de total confiança dels castellans sent forans al regne, com va ser el tresorer general de Navarra, el vicari bisbal, el president del Consell Real, regidors de vara, per substituir als alcaldes... Així mateix es van ser produint diferents nomenaments premiant la fidelitat als nous governants, com l'atorgat a consellers reals, al notari de la Cambra de Comptos i altres càrrecs. Al maig de 1513 va ser nomenat el comte de Lerín, Luis de Beaumont III, canceller de Navarra i més tard president del Consell Real.

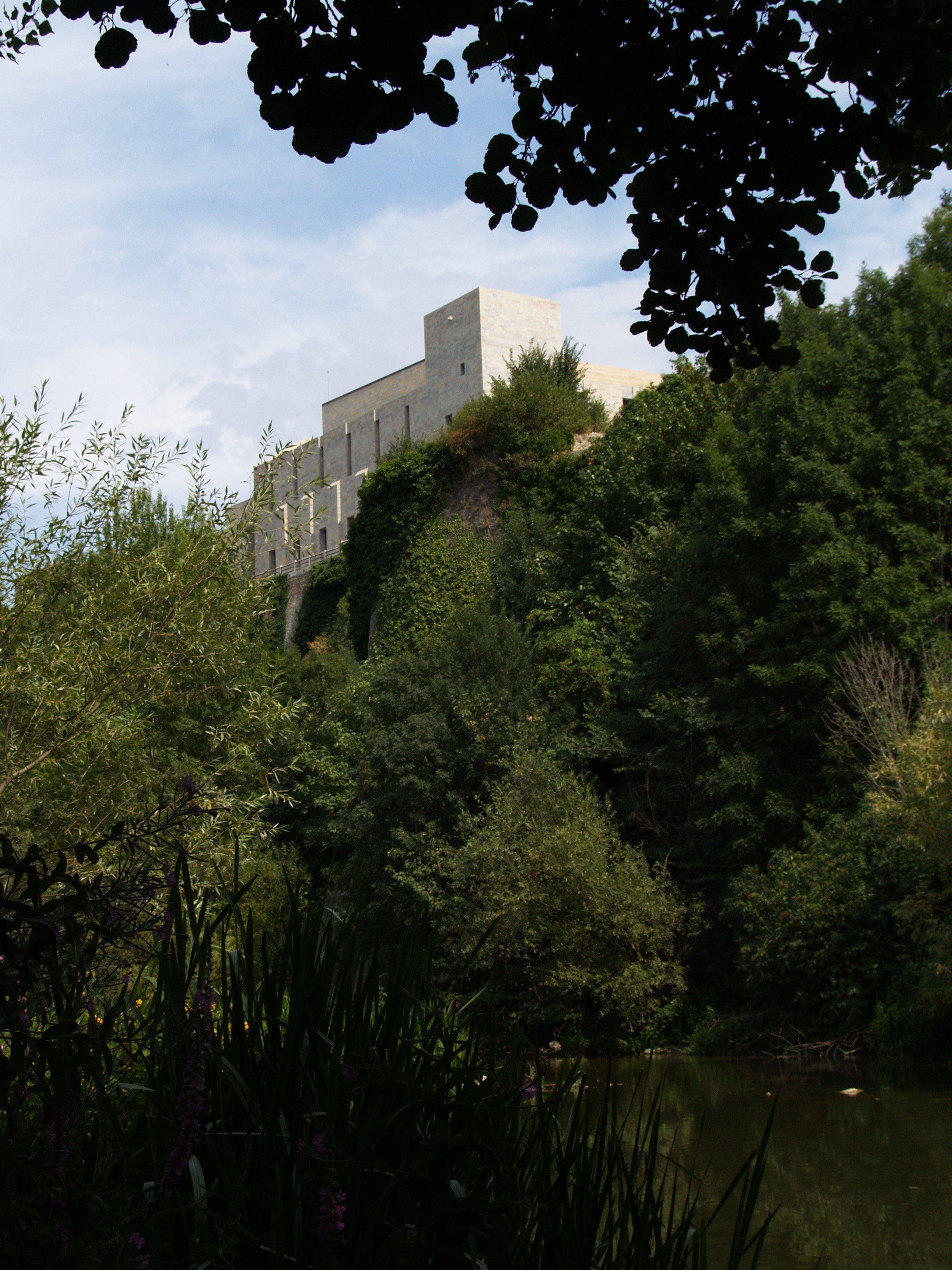
El Palau dels Reis de Navarra es va convertir en la residència dels virreis. En l'actualitat el seu aspecte exterior no és recognoscible, després de la seva reconversió en Arxiu General de Navarra.

Les Corts de Navarra es van reunir el març de 1513, una vegada coneguda la butlla que excomunica expressament als reis de Navarra, Exigit Contumacium del 18 de febrer. En ella, el virrei va fer públic un perdó general sempre que s'acatessin les noves autoritats, i en nom de Ferran el Catòlic va jurar respectar els furs, usos i costums del Regne, encara que les promeses se supeditaven a la finalització de la guerra. En la reunió van faltar la majoria dels nobles de la facció agramontesa, així com diversos abats corresponents al braç eclesiàstic. Ferran II va ratificar el jurament el 12 de juny de 1513.
El Papa Juli II, poc abans de morir, excomunica amb la butlla Exigit Contumacium als reis de Navarra pel seu suport al rei francès i justifica, per tant, la invasió de Ferran II. Posteriorment, Lleó X va confirmar i va modificar aquesta butlla amb les peticions del rei Fernando II, sense que les gestions diplomàtiques en els anys 1514 i 1515 per part dels navarresos fructifiquessin. L'aïllament dels reis de Navarra es va acréixer quan Fernando el Catòlic va signar amb Luis XII les Paus d'Urtubia que obstaculitzen en vigor l'1 d'abril de 1513, per les quals aquell renunciava a les seves pretensions sobre els comtats de Foix i Bearn, basats en els drets de la seva esposa Germana de Foix, i el francès admetia el domini espanyol sobre Nàpols i li retirava el suport als reis navarresos. Un any després es va celebrar un altre tractat a Orleans que confirmava el no donar cap suport ni militar ni financer als navarresos. L'eficàcia es va comprovar quan Enric VIII d'Anglaterra va trencar la seva aliança amb el rei castellà-aragonès i va intentar manar 10.000 arquers per Navarra i, llavors, el rei francès es va negar a donar-li suport. Aquesta treva va ser de gran valor per a l'assentament dels castellans a Navarra.
La Baixa Navarra es trobava sota un control precari per part dels castellans, amb intents de negociació amb els naturals, aprofitat l'aïllament després de la signatura de les paus d'Urtubia. No obstant això, va haver-hi destacades desafeccions, com la del beaumontès senyor de Luxa, primer del comte de Lerín. La fustigació a les tropes va ser constant no aconseguint una normalització del territori. Mitjançant un document realitzat un any abans, es va aconseguir que el 20 d'agost de 1514 els nobles d'aquesta part navarresa signessin fidelitat al rei castellà-aragonès a canvi del reconeixement dels seus privilegis i de no ser obligats a combatre a Joan III d'Albret. A partir d'aquí es va intentar consolidar una administració civil, sense èxit.
El sistema defensiu es va reforçar a les zones estratègiques amb vista a una possible agressió des del nord, destacant la construcció del nou castell en Pamplona, el Fort de Santiago, i es va iniciar la demolició d'altres castells per evitar la rebel·lió interior. Pamplona serà la fortalesa més impressionant de l'Imperi Espanyol durant segles. En tot cas, la persecució dels derrotats va ser sistemàtica amb condemnes a mort, desterraments i confiscacions, i per contra, premiant als favorables a l'ocupació. Per això els càrrecs de l'administració navarresa amb Joan III d'Albret que van prestar jurament d'obediència i fidelitat a Ferran el Catòlic, van ser mantinguts en els seus llocs.
Des del principi es va implantar la Santa Inquisició, amb el nomenament d'inquisidors el 21 de setembre de 1512. Ferran II, el 21 de desembre de 1513, va atorgar potestat de formar tribunal del sant Ofici a Pamplona depenent de la jurisdicció de Saragossa. Després de les protestes de les Corts de Navarra, es van traslladar en 1516 a Tudela. Es van realitzar fortes restriccions al comerç, no només amb l'exterior, estant prohibit amb el qual provenia del nord, sinó que també es produïa una restricció a l'interior del regne, i el que es donava amb Castella i Aragó havia de pagar peatge (mentre que aquests tenien exempcions), produint importants desproveïments.
En un primer moment, l'adscripció de la conquesta va ser al regne d'Aragó, però potser pel poc suport ofert des d'Aragó, i per contra, el suport militar majoritari del de Castella, va fer que Ferran el Catòlic l'adscrivís a Castella. Per legalitzar la incorporació de Navarra a Castella, el duc d'Alba va informar d'aquesta decisió l'11 de juny de 1515 a les Corts Castellanes reunides a Burgos. Cap navarrès hi va participar, ni tampoc hi ha esment de representants navarresos, ni tan sols com a testimonis. Ferran el Catòlic ho va ratificar un mes després. No consta que aquesta incorporació de Navarra a Castella provoqués cap mena de queixa per part de les autoritats oficials navarreses. Se sap que per les mateixes dates es va personar a Burgos una delegació enviada per les Corts navarreses i integrada per Rodrigo abat d'Iranzu, Jaime Díaz senyor de Cadreita i Miguel de Aóiz alcalde de Corte, a fi de sol·licitar l'objecció dels greuges denunciats pels Corts pel que fa als abusos judicials i a les indemnitzacions pels danys causats a la ciutat de Pamplona, que continuaven pendents i seguien sense reparar-se malgrat les promeses.
Després de la mort a França de Lluís XII a principis de 1515, va ascendir al tron el seu fill Francesc I que posteriorment donà suport als reis navarresos, trencant el seu aïllament.

### Segon contraatac navarrès (1516)
El rei Ferran el Catòlic un dia abans de la seva mort, el gener de 1516, va redactar el testament en el qual feia un referència expressa al dret amb el qual es va apropiar Navarra i en la seva raó religiosa per "el notori cisma conspirador contra la persona del Summe pontífex i la Seu Apostòlica i contra el patrimoni d'aquella...". La successió castellana era per a Joana I, que tenia dificultats per proclamar-se reina, per la qual cosa el cardenal Gonzalo Jiménez de Cisneros va evitar un buit de poder, ampliant els seus poders, mantenint una xarxa d'espies i estimulant mesurades per a l'augment de l'exèrcit. El cardenal era conscient del possible atac per recuperar el regne de Navarra, per la qual cosa va incrementar en uns 6.000 homes el contingent militar. El virrei va ordenar una concentració de tropes a Pamplona. La relació de tropes d'aquests mesos era de 318 genets, 557 homes d'armes, 1583 reclutes castellans, 2.094 soldats de la infanteria vella i nova a les ordres de Villalba i dos centenars del comte de Lerín i altres cavallers navarresos que els donaren suport. A la ciutat es va realitzar una parenceria el 8 de març. Es va proveir especialment a la guarnició de Donibane Garazi d'aliments i armes. En aquest període, en el qual els ocupants van desconfiar de molts navarresos, fins i tot van existir dubtes de la fidelitat del comte de Lerín, a qui la seva dona Brianda Manrique (germana del duc de Nájera) va deixar, possiblement per les possibles negociacions del comte amb els reis navarresos. Declarat traïdor, va fugir del regne al d'Aragó, quan es va decretar el seu empresonament. Més tard tornaria jurant fidelitat a Carles I (juny de 1516).
El monarca francès Francesc I estava ocupat amb les guerres d'Itàlia, raó per la qual no prosperà l'aliança franco-navarresa, afirmant que "l'Estat en plet [Navarra] amb prou feines val 20.000 escuts". Per ordre dels reis de Navarra el mariscal Pedro de Navarra va realitzar gestions diplomàtiques davant la Santa Seu per a la recuperació del regne que van ser inútils, per posteriorment rebre l'encàrrec de recuperar militarment el regne. A primers de març es van preparar tres cossos d'exèrcit d'uns 10.000 homes. La primera columna amb Joan III d'Albret al capdavant assetjaria Donibane Garazi. La segona, a les ordres del vescomte de Baigorri, ocuparia Roncesvalls per controlar aquest important pas, i la tercera, al comandament del mariscal amb 1.200 homes, entraria per Salazar i Roncal. Tot això es va iniciar el 17 de març i mentre que entrava el mariscal a Navarra, es produïa l'alçament en diverses viles amb èxit inicial, com Sangüesa, Olite i Marcilla, però posteriorment foren sufocats i patiren la ulterior repressió.
L'exèrcit castellà des de Donibane Garazi, després de deixar una petita guarnició, es va replegar cap a Roncesvalles. Al mateix temps Villalba pel sud va arribar també a Roncesvalles. Després d'afermar aquest important pas, el coronel Villalba va anar al Roncal a la recerca del mariscal Pedro de Navarra. Mentre la columna al comandament del mariscal va constatar el fracàs del suport esperat per la segona columna, que li havia d'aportar queviures, i l'intens fred que li havia produït nombroses baixes. Per això, el 22 de març, en trobar-se els dos exèrcits a Isaba van entaular converses per a la rendició, capturant al mariscal, que anys després (1522) moriria a la presó del castell de Simancas possiblement assassinat. Dies després, en conèixer el fracàs de l'expedició, Joan III ordenava el replegament al Bearn. En entrar les tropes espanyoles a Donibane es van dedicar al saqueig de les cases. Així mateix van ser sotmesos altres pobles de la Baixa Navarra. Posteriorment es va emetre una amnistia general de la qual es van excloure als quals haguessin comès delicte de traïció, és a dir que havent jurat obediència participessin en la rebel·lió. Per tornar calia jurar fidelitat.

### Segona consolidació
Per a evitar problemes posteriors, el cardenal Cisneros, regent de Castella, va ordenar la demolició de totes les fortaleses, incloses les pertanyents als aliats navarresos beaumontesos, només se n'exceptuaven alguna i les considerades estratègiques. Per a això es va començar per la de Sangüesa a causa de la recent revolta. D'altra banda, s'arranjaren les del cinturó pirinenc, però sobretot les defenses de Pamplona. Es va castigar els sospitosos i es va estudiar la possibilitat de deportar a gran nombre de navarresos a Andalusia, cosa que finalment no es va dur a terme, exceptuant als navarresos musulmans de la Ribera, als quals al maig de 1516 es va decretar la seva expulsió. També en aquest mateix mes va jurar com a nou virrei Antonio Manrique de Lara, duc de Nájera que era cunyat del comte de Lerín, i després d'això aquest últim va retornar de l'exili.

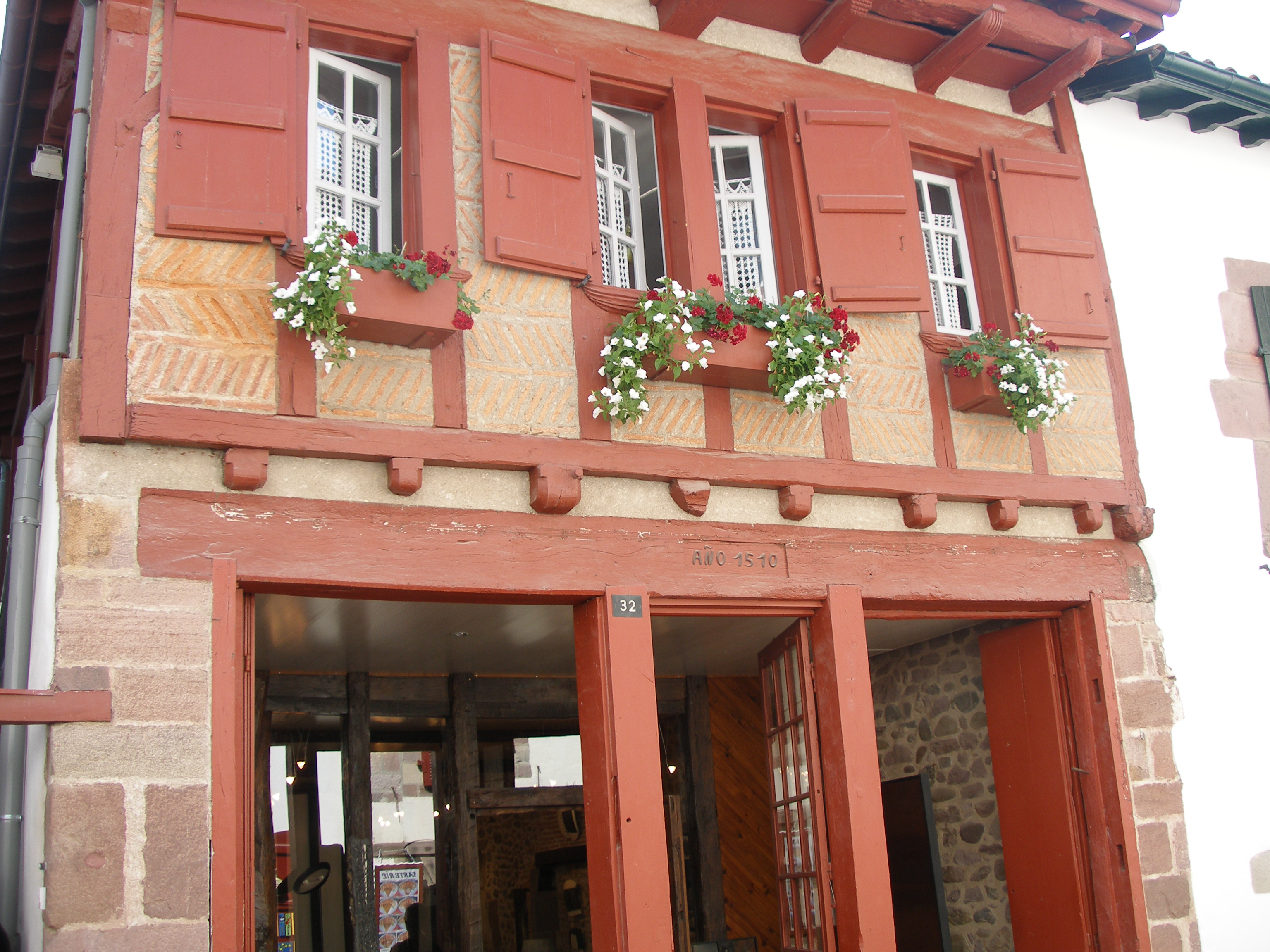
Casa de 1510, segons la seva façana, de Donibane Garazi. Edificada, per tant, dos anys abans d'iniciar-se l'ocupació.

Joan III d'Albret va morir el 17 de juny de 1516, i Caterina de Foix el 12 de febrer de l'any següent, passant a ser l'hereu Enric II de Navarra.
Mentrestant el rei francès Francesc I i Carles I d'Espanya van subscriure un acord a Noyon a l'agost de 1516, en el qual arreglava el litigi sobre Nàpols esquivant el de Navarra. Carles I va prometre que, quan arribés a Castella, examinaria en justícia si els seus títols sobre Navarra eren legítims i que indemnitzaria o en compensaria el just. Aquest acord no es va dur a terme. A l'octubre del mateix any el parlament de París declarava la independència política dels monarques navarresos respecte a la corona francesa. Carles I es va negar a retornar Navarra al rei Enric II invocant raons de seguretat, i va tractar de realitzar un arranjament dinàstic casant Enric II amb Elionor d'Habsburg, que Francesc I va vetar, perquè finalment contragués matrimoni amb la seva germana, Margarida de Valois.
Al maig de 1519 es va realitzar un altre intent de resoldre els contenciosos de Navarra i Nàpols en les conferències de Montpeller, entre els regnes francès i espanyol.
En la Baixa Navarra l'ocupació va ser en tot moment molt inestable, amb contínues ocupacions i abandons. Aquesta situació va quedar plasmada per un veí d'Irurita de nom Martín Alemán que, fent referència a la vila i fortalesa de Donibane Garazi, descrivia: "va ser pres altres vint vegades més per la casa de Castella i després cobrat per la de França".
La mort de Maximilià I, va convertir Carles I emperador el juliol de 1519, situant a França completament envoltada per territoris sota la sobirania imperial, la qual cosa portava al fet que Navarra fos un front més d'ambdues hegemonies. Pel que fa a Navarra Carles I va anul·lar privilegis i altres concessions i va prohibir el comerç amb altres regnes, amb un ampli desplegament militar per assegurar aquestes ordres.
Al maig de 1520 es va iniciar la Guerra de les Comunitats de Castella, ordenant a l'octubre al virrei de Navarra el reclutament urgent de 2.000 soldats, per evitar el risc de revoltes. A l'abril de 1521 es van utilitzar nombrosos efectius dels existents a Navarra per participar en la presa d'Agurain i de Vitòria, contra el comte de Salvatierra, la qual cosa va portar a una important reducció de soldats i artilleria a Navarra.

### Tercer contraatac navarrès (1521)
En 1521, Carles I d'Espanya i Francesc I de França mantenien una postura de rivalitat. Tots dos havien pretès l'Imperi, que va heretar Carles. La incipient Espanya estava estenent l'Imperi per Europa i Amèrica. Francesc I tenia les seves mirades posades en el Regne de Nàpols ocupat pels espanyols, i Carles I en el Milanesat i part de Borgonya, ocupats per França. Les hostilitats començaren quan tropes no regulars franceses ataquen el Luxemburg imperial. La guerra s'estengué a les fronteres de Flandes i Carles I s'alià amb Anglaterra i els Estats Pontificis contra França. Francesc I, aprofitant la Guerra de les Comunitats que assolava Castella i la de les Germanies de València i donatn suport al rei de Navarra Enric II, envia a André de Foix, Senyor de Lesparrou o d'Asparrots, per reconquerir Navarra.
Els preparatius per a l'expedició sobre Navarra es van retardar fins a principis de maig de 1521, i encara que la revolta comunera l'havia deixat pràcticament desguarnida, Carles I tornava a tenir el control de Castella després de la seva victòria a la batalla de Villalar. Amb tot això, al maig de 1521, sense esperar a les tropes, va tenir lloc un alçament generalitzat en tota Navarra, com les significatives ciutats de Pamplona, Estella, Tafalla, Olite i Tudela i incloses les que havien estat beaumonteses, i que havia estat preparat des de l'interior. Al mateix temps les tropes manades pel general Asparrots, compostes per 12.000 infants en la seva majoria gascons i que comptaven amb artilleria pesant, van rendir el 15 de maig Donibane Garazi, posteriorment Roncesvalls i Burguete. El dia 17 André de Foix prenia jurament en nom d'Enric II a Villava. Antonio Manrique de Lara, duc de Nájera i virrei de Navarra, va sortir fugint de Pamplona cap a Alfaro el mateix dia 17, i fou assaltat en el camí i saquejat a Esquíroz. En l'alçament de Pamplona els escassos soldats castellans es van quedar encastellats a la fortalesa durant dos o tres dies. Entre ells estava el guipuscoà oñací capità Iñigo López de Recalde, que va ser ferit en el bombardeig realitzat durant sis hores per a rendir la plaça. Entre els atacants es trobaven els dos germans de Francisco de Jaso, Miguel i Juan (fills del president del Consell Reial deposat Juan de Jaso), que es quedarien a cura de la ciutat.
La recuperació del regne no havia estat molt sagnant. Es van produir enfrontaments amb uns 1.000 guipuscoans oñacins a la muntanya Zengarren, on va haver-hi uns 17 morts i altres quatre morts en Yesa quan es va tallar el pas a tropes que fugien, a més dels ferits en la fortalesa de Pamplona. Posteriorment tampoc es van produir episodis de depuració amb la població beaumontesa i molts dels càrrecs es van mantenir. La recuperació del regne només va trigar quinze dies, més fulgurant que l'efectuada pel duc d'Alba el 1512.

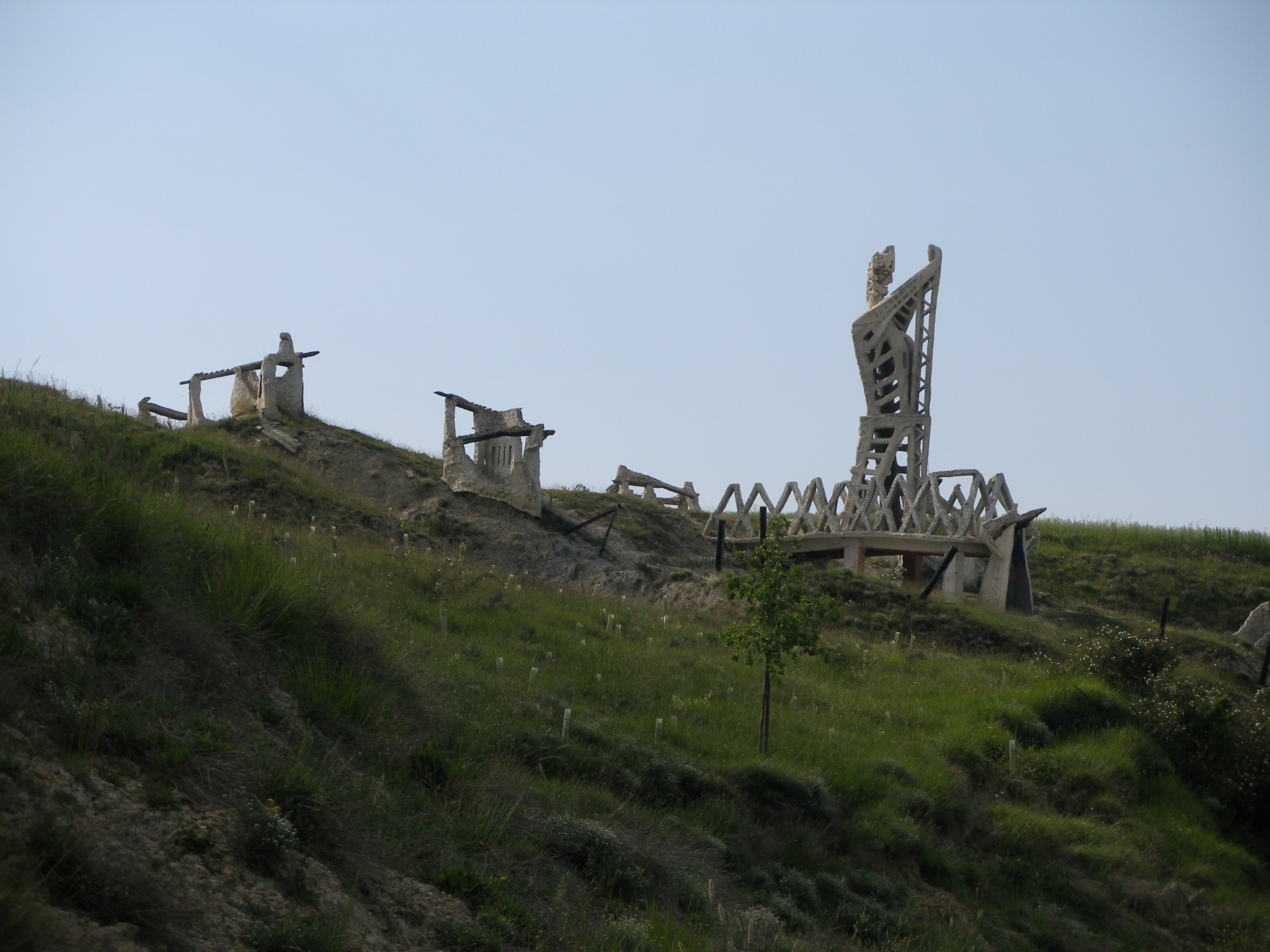
Monument erigit en record de la batalla de Noáin, determinant en el destí de Navarra.

Després de prendre la capital, les tropes d'André de Foix, formades per bearnesos, labortanus, francesos i baix-navarresos i després per alt-navaresos, van travessar el regne per atacar Logronyo. Al seu pas va rendir i va saquejar Los Arcos que es mantenia fidel a Carles I, que pertanyia a Castella des de 1463, i que va oferir resistència al seu avanç. El general francès en comptes d'assegurar el territori es va dirigir i va setjar Logronyo. El 5 de juny les bateries d'Asparrots bombardejaven la ciutat, però el dia 11 va haver d'aixecar el setge i iniciar el replegament cap a Pamplona, en reorganitzar-se l'exèrcit imperial.
Es pot acceptar per vàlida la xifra aportada per Pierre Boissonnade que quantifica en 30.000 els soldats reclutats per l'exèrcit imperial per recuperar Navarra. El reclutament d'aquestes forces es desglossa de la següent forma: uns 7.000 homes del Condestable de Castella; uns 5.000 dels territoris de Biscaia, Àlaba i Guipúscoa; uns 4.000 aportats pel comte de Lerín; entre 1.000 i 1.200 soldats de cadascuna de diverses ciutats com Segòvia, Valladolid, Palència, Burgos, Salamanca i Toro; 800 per Medina del Campo i 500 d'Àvila i en menor mesura d'altres ciutats. A més de tropes aportades pels membres de la noblesa. En molts casos el reclutament va ser realitzat entre els vençuts de la Guerra de les Comunitats.
Durant el replegament de les tropes d'Asparrots, les primeres escaramusses van ocórrer a la vila de Puente la Reina, on es va produir un resultat advers per als castellans, que van perdre un esquadró complet de 300 homes. Posteriorment, i donada les superioritat numèrica de les forces castellanes, aquestes van ocupar Estella i Puente la Reina. Finalment van presentar batalla a la rodalia de Pamplona el 30 de juny, lliurant-se en camp obert la sagnant Batalla de Noáin, amb la derrota dels franco-navarresos i on van morir més de 5.000 combatents, gairebé tots de les tropes d'André de Foix, resultant aquest ferit i pres. Cinc dies després van entrar els governadors generals a la capital del regne, després de negociar la seva rendició. En aquesta negociació es va acordar l'alliberament del general Asparrots. A la fi de juliol va caure la vila de Donibane Garazi.
Va ser nomenat com a nou virrei el comte de Miranda, Francisco de Zúñiga y Avellaneda, a l'agost de 1521 i al novembre novament Carles I va ordenar l'enderrocament de les fortaleses que encara quedaven dempeus, mantenint únicament les de Pamplona, Estella i Puente la Reina, així com la confiscació de béns, condemnes a mort i desterraments dels vençuts.
Tres mesos després de la derrota de Noáin, els partidaris d'Enric II es reorganitzen al comandament de l'almirall Guillaume Gouffier, senyor de Bonniver, concentrant un poderós exèrcita Donibane Lohitzune, comptant amb 6.000 lanskenets, i la resta del gruix per gascons i navarresos. Ocupen el castell del Penyal i sembla que també Donibane Garazi (en 1523 va tornar a ser recuperada per l'exèrcit imperial). El castell d'Amaiur, que havia estat remodelat i reforçat, va caure al setembre davant una força formada per 6.000 homes. El 18 d'octubre també es va prendre Hondarribia, mantenint una franja vall de Baztan-Bidasoa, sota control dels naturals.
Al març de 1522 els espanyols van tornar a prendre Roncesvalls, amb el seu enderrocament parcial i fortificació, i el castell d'Orzorrotz a la penya d'Ekaitza sobre les localitats d'Ituren i Zubieta.
El 10 de maig de 1522 l'Emperador va concedir un perdó general amb l'excepció expressa a més de 400 persones.
El 17 de juny, en una batalla amb baixes en ambdues parts, els castellans van prendre Doneztebe, que va ser incendiada, i d'aquesta manera, la línia defensiva navarresa del Baztan-Bidasoa quedava tallada. El 28 de juny l'exèrcit imperial va conquistar el castell de Behovia, després de ser abandonat. L'endemà passat succeiria la batalla de la muntanya Aldabe a la rodalia.
El juliol va ser assetjat per 10.000 homes el castell d'Amaiur, on tots els defensors eren navarresos, capitulant el 22 de juliol de 1522. Els defensors van ser capturats i portats a Pamplona, catorze dies després van morir Jaime Vélaz i el seu fill, amb sospites d'enverinament. Després de la presa de la fortalesa es va procedir a realitzar processaments judicials i posteriors execucions. El mariscal Pedro de Navarra, pres des de 1516, i que reiteradament havia estat pressionat per trencar amb la seva fidelitat al rei navarrès, va aparèixer mort el 24 de novembre a la presó del castell de Simancas, acoltellat. Aquesta mort es va ocultar fins al 9 de febrer de 1523, donant la versió oficial de suïcidi, sense que es pugui determinar si va ser una execució secreta.
Les Corts de Navarra estaven dividides entre les quals es reunien a Pamplona, que denunciaven diferents greuges, en les quals destaquen els llocs en els comandaments de les fortaleses, dels membres del Consell Reial i en la forma de derogar les lleis del regne; i d'altra banda les que Enric II convocava a Donapaleu per aplicar a la Baixa Navarra. El 28 d'agost de 1523 es van reunir aquestes últimes per realitzar un ordenament institucional segons ús i costum i l'emissió de moneda pròpia, que va ser considerada un desafiament a l'emperador. La caiguda del castell d'Amaiur no havia suposat un cessament en les hostilitats, ja que es produïen atacs de forma esporàdica en forma de guerrilles, que impedien els proveïments de les tropes imperials.

Variant navarresa de l'escut de Carles I.

A l'octubre de 1523 Carles I va ser a Pamplona per preparar la campanya contra els resistents navarresos a Hondarribia i a la Baixa Navarra, i mentre preparava una gran ofensiva va decretar al desembre un altre perdó real, excloent en aquesta ocasió a 152 representants de famílies navarreses. Es dispensava la seva gràcia qui tornés a la seva obediència abans del 22 de desembre, encara que es mantenia la confiscació i segrest dels seus béns.
Aquesta ofensiva es va dur a terme en l'hivern de 1523-24 i comptava amb 24.000 homes que es van preparar a Navarra i Guipúscoa i altres 3.000 homes del virrei d'Aragó que avançaria cap al Bearn. La intenció era arribar fins a Tolosa de Llenguadoc, dividits en tres columnes per atacar, Lapurdi, Baixa Navarra, Zuberoa i el Bearn. Van iniciar la campanya amb la preses de Donibane Garazi i Donapaleu. La primera columna va contactar amb la segona a Uztaritze i van fracassar en la presa de Baiona i la tercera columna, per la seva banda, va arribar a Auloron sense que tampoc aconseguissin rendir-la. Al no superar els factors climàtics i orogràfics van iniciar la retirada sense aproximar-se a Tolosa de Llenguadoc. Després d'un mes van tornar amb la pèrdua d'una quarta part de les tropes per desercions i malalties. En els atacs i retirada van resultar destruïdes les poblacions d'Auloron, Navarrenx, Garris, Sordes, Hastings, Maule, Sauvatèrra i Bidaxune, i el saqueig d'unes altres.
Reorganitzats al febrer després d'aquesta expedició, van assetjar de nou la Fortalesa d'Hondarribia. El 2 de febrer va començar el bombardeig. Mentre es negociava la seva rendició, van abandonar el castell els francesos el 27 de febrer, mantenint-s'hi els navarresos. El 29 de febrer es va decretar un perdó als navarresos a canvi del seu lliurament i submissió, lliurant-se la plaça a l'abril de 1524, dos anys i mig des de la seva presa.
Aquest ampli perdó va ser eficaç i un gran èxit per a les forces imperials, amb la integració en les seves forces d'antics enemics i donant pas a una consolidació de l'administració castellana en el regne. Encara que no totes les reintegracions promeses es van complir.
Mentrestant, els francesos van ser derrotats a Milà, que han d'abandonar. França es veia assetjada per tots costats, però resistí als anglesos prop de París, als alemanys a Borgonya i als espanyols a Baiona. Les tropes de Carles I entren a la Provença, posen setge a Marsella, però sense rendir-la. En aquesta situació es va donar la batalla de Pavía, el 24 de febrer de 1525, on hi van ser capturats Francesc I i Enric II, i va portar al fet que el primer signés el gener de 1526 el Tractat de Madrid. En el seu article setè es demanava que deixés de donar suport al rei navarrès en els intents de reconquistar Navarra. Enric s'escaparia en 1527.

## Evolució posterior

### Alta Navarra
Després de la rendició d'Hondarribia, l'amnistia va ser àmplia i va permetre tornar a molts que havien lluitat contra l'Emperador i recuperar part dels seus béns. Es va prohibir el comerç amb el nord dels Pirineus i es va imposar un control estricte del pas de persones.
Es va modificar el sistema administratiu, judicial i legislatiu, substituint-se per un sistema feudal.
En el testament de Carles I hi ha referències a Navarra en la qual sembla dubtar de les seves accions:
| «                                                       | en el que toca al regne de Navarra, cal mirar i amb diligència examinar i esbrinar sincerament, si de justícia i raó seré obligat a restituir al citat regne o en una altra manera satisfer o compensar a persona alguna. I el que fos trobat, determinat i declarat per justícia, es compleixi per efecte, per manera que la meva ánima i consciència sigui descarregada. | » |
| — Testament de Carles I recollit a ”Navarra, 1512-1530” | |   |

Pamplona va seguir sent considerada "plaça forta", destacant les seves muralles i la construcció d'una ciutadella de "cinc puntes", i els dos primers baluards a construir-se van ser els que miraven cap a l'interior de la ciutat per al seu control. Es va convertir en la fortalesa més impressionant de l'Imperi Espanyol fins a principis del segle xx. Fins a 1889 no es van començar a enderrocar aquests dos baluards de la ciutadella per realitzar el Primer Eixample de Pamplona, a l'interior del recinte emmurallat. El mateix es va completar amb l'edificació de noves casernes militars. No seria fins entrat el segle xx, el 1920, quan es va demolir una part de les muralles exteriors per efectuar el Segon Eixample i després de comprovar que la nova tecnologia emprada en la Primera Guerra Mundial feia obsoleta la defensa amb muralles de l'edat moderna.
Va seguir tenint la denominació de regne fins a 1841, després de la pèrdua de la primera guerra carlista, en què es va decretar la Llei de Modificació de Furs de Navarra que aplicava la derogatòria de la Llei de confirmació de furs de 1839, en què va passar a ser una província encara que mantenint certs atribucions fiscals i administratives. Llavors van desaparèixer també els virreis de Navarra, dels quals només un va ser navarrès, Francisco Espoz y Mina el 1834. Des de llavors el cuarentaiunismo va estar en el poder dominant de la Diputació Foral de Navarra, mantenint les prerrogatives fiscals i administratives fins i tot durant la dictadura franquista, donat el suport rebut de Navarra en la guerra civil. El 1982 es va pactar mitjançant negociació un estatut d'autonomia anomenat Amillorament del Fur configurant l'actual Comunitat Foral de Navarra.

### Baixa Navarra
Des de setembre de 1521, la plaça de Donibane Lohitzune estava en mans de lleials a Enric II. En 1525 es va tornar a reprendre amb una expedició militar. Posteriorment va fer falta una altra expedició al comandament de Hernando Sandoval a la Baixa Navarra al setembre de 1527, per tornar a controlar la situació i demanar obediència a l'Emperador als diferents pobles. El juliol de 1528 es constata, ja que Carles I la va donar per perduda, recobrant-la Enric II. Els cronistes retarden fins a 1530 l'abandó de la fortalesa de Donibane Lohitzune, la defensa del qual resultava difícil de mantenir. L'abandó d'aquest territori tenia a veure amb l'interès de signar la pau amb França, que es va fer a Cambrai el 5 d'agost de 1529.
Aquesta petita part de Navarra es va mantenir com a regne independent i els seus reis van seguir titulant-se com a "reis de Navarra". En 1589 el seu rei Enric III de Navarra va assumir també el regne de França, després de l'assassinat del rei Enric III de França, i després d'abjurar i convertir-se al catolicisme amb la famosa frase de "París bé val una missa". Va incorporar tots els seus territoris patrimonials a la corona de França, amb excepció de Navarra, Bearn, Donasà i Andorra. Després de la mort d'Enric III el 1610, també assassinat, va assumir la corona Lluís XIII de França, que mai havia estat a Navarra, i a l'octubre de 1620 va entrar a Pau, va sotmetre Navarrencs i allí va ordenar la incorporació del regne de Navarra, així com del vescomtat de Bearn a la corona francesa. La Chancillería de Donapaleu va desaparèixer el 1624 incorporada al Parlament de Navarra, que va tenir la seva seu a Pau, on es feia servir el bearnès i francès. Els navarresos van queixar-se de la no utilització de la seva llengua, el basc, i perquè el regne passava a ser una província captiva, privada de totes les seves lleis, privilegis i llibertats. Els monarques francesos van seguir mantenint sempre el títol de "Reis de França i Navarra".
Després de la Revolució Francesa de 1789 va desaparèixer com a regne. En l'estiu d'aquest any es va reclamar en els Estats Generals navarresos el tornar a les llibertats, recuperant les seves institucions i rescatant el regne. Això va ser en va, els estats Generals navarresos van ser abolits i es va dissenyar una jurisdicció nova juntament amb Bearn, Zuberoa i lapurdi formant el departament dels Baixos Pirineus, avui Pirineus Atlàntics.